# گاه‌شمار محصولات شرکت اپل
در این گاه‌شمار محصولات شرکت اپل به بررسی زمان عرضه محصولات شرکت اپل همچون اپل ۲، مکینتاش و دیگر ابزارهای ساخت این شرکت از زمان پایه‌گذاری تا کنون پرداخته می‌شود.

## دهه ۱۹۷۰

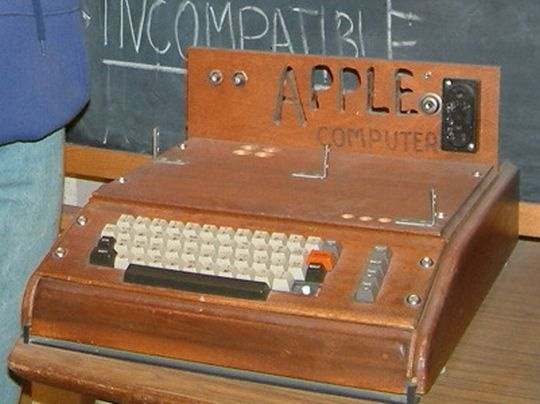
Apple I

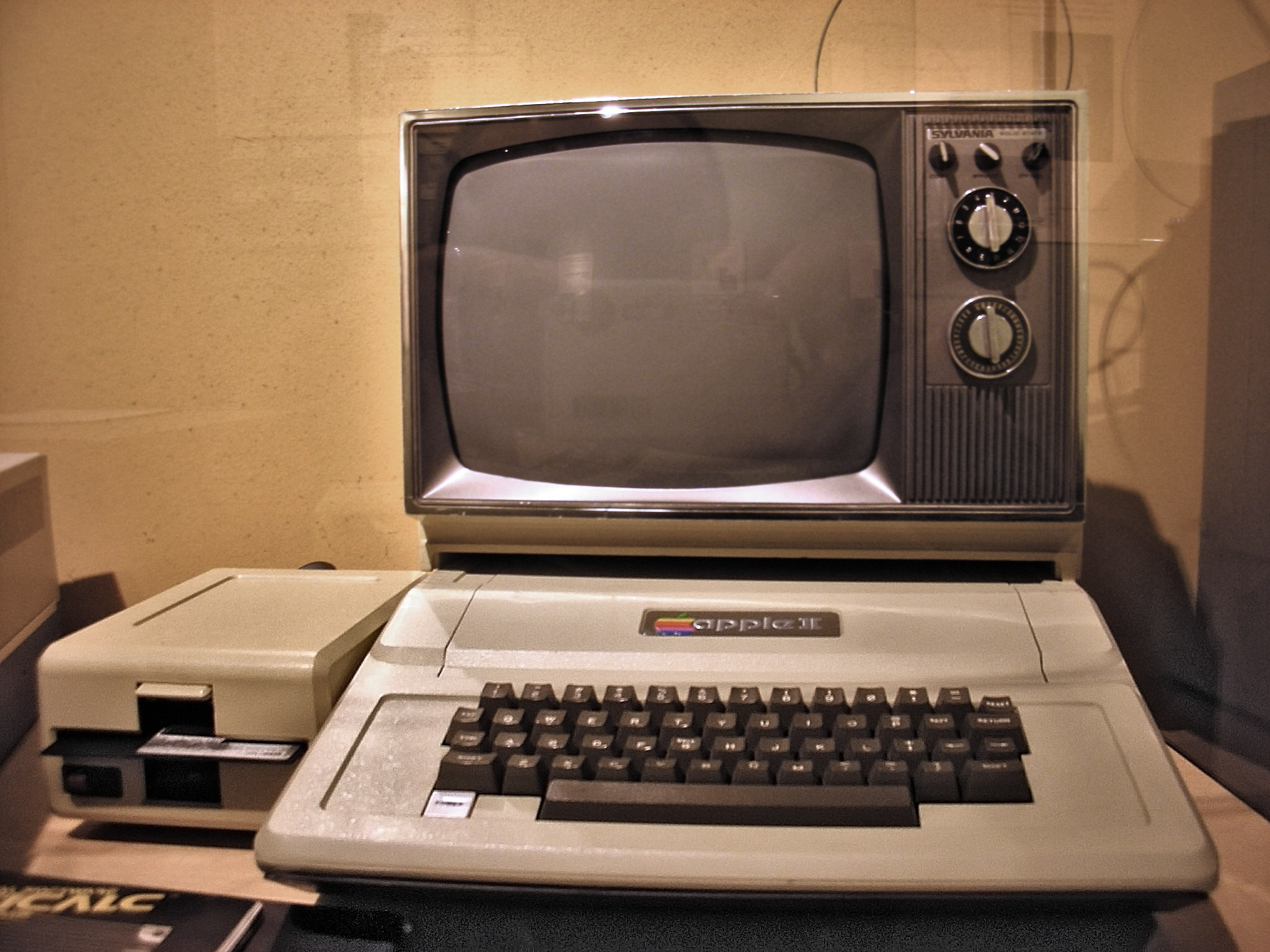
Apple II

| سال  | ماه     | مدل   | خانواده | توقف تولید     |
| ---- | ------- | ----- | ------- | -------------- |
| ۱۹۷۶ | ژوئیه 1 | اپل I | اپل I   | ۱ سپتامبر ۱۹۷۷ |

| سال  | ماه     | مدل   | خانواده | توقف تولید  |
| ---- | ------- | ----- | ------- | ----------- |
| 1977 | آوریل 1 | اپل ۲ | اپل II  | ۱ ژوئن ۱۹۷۹ |

| سال  | ماه    | مدل     | خانواده | توقف تولید |
| ---- | ------ | ------- | ------- | ---------- |
| 1978 | ژوئن 1 | Disk II | درایوها | ۱ مه ۱۹۸۴  |

| سال  | ماه    | مدل                   | خانواده             | توقف تولید    |
| ---- | ------ | --------------------- | ------------------- | ------------- |
| 1979 | ژوئن 1 | Apple II Plus         | اپل II              | ۱ دسامبر ۱۹۸۲ |
| 1979 | ژوئن 1 | Apple II EuroPlus     | اپل II              | ۱ دسامبر ۱۹۸۲ |
| 1979 | ژوئن 1 | Apple II J-Plus       | اپل II              | ۱ دسامبر ۱۹۸۲ |
| 1979 | ژوئن 1 | Bell & Howell         | اپل II              | ۱ دسامبر ۱۹۸۲ |
| 1979 | ژوئن 1 | Bell & Howell Disk II | درایوها             | ۱ دسامبر ۱۹۸۲ |
| 1979 | ژوئن 1 | Apple SilenType       | چاپگرها             | ۱ اکتبر ۱۹۸۲  |
| 1979 | ژوئن 1 | Apple Writer 1.0      | رده:نرم‌افزارهای اپل | ۱ ژانویه ۱۹۹۲ |

## دهه ۱۹۸۰

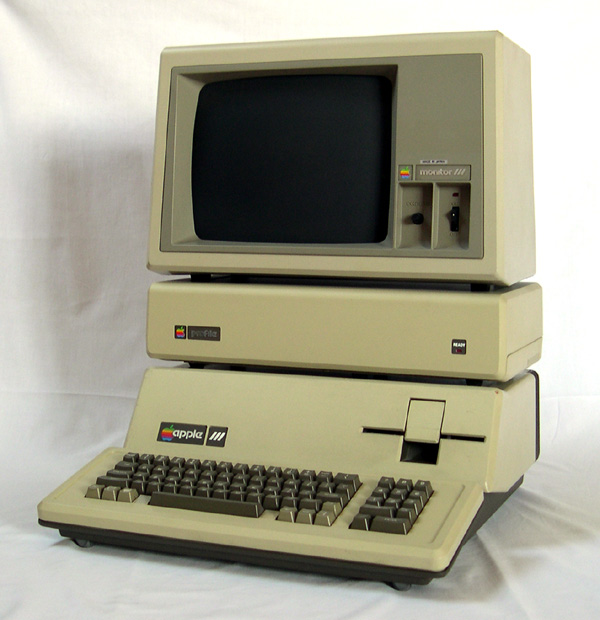
Apple III

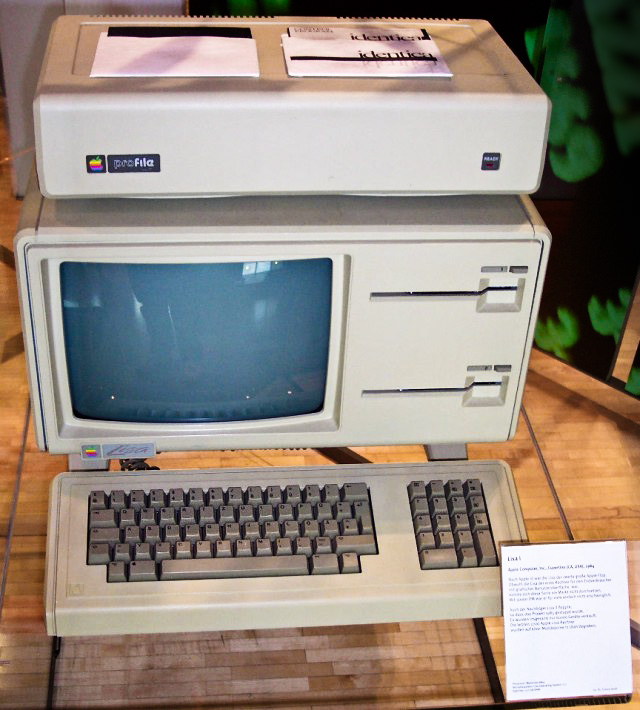
Apple Lisa

Apple //c

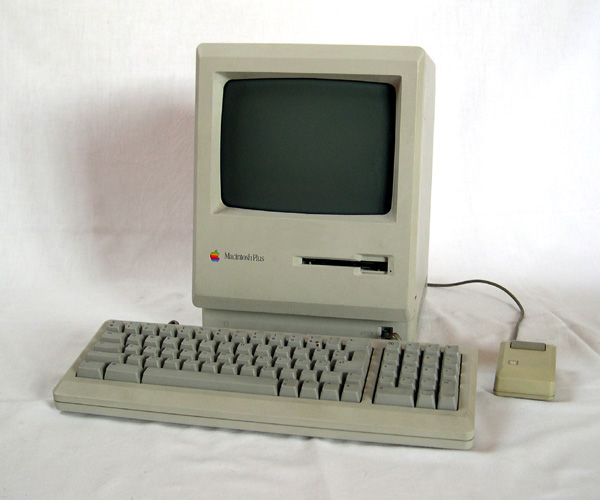
مکینتاش Plus

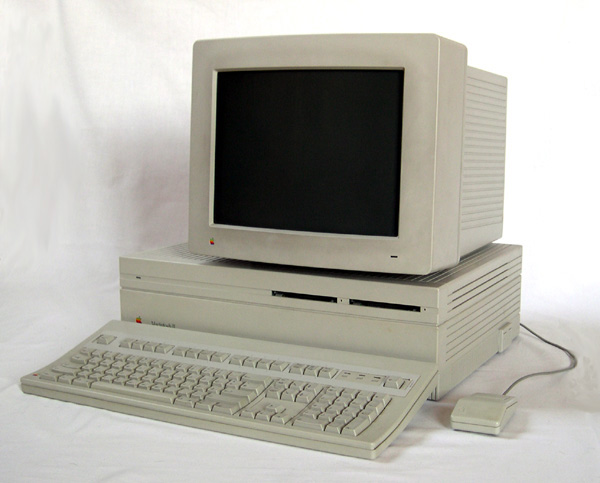
مکینتاش II

| سال  | ماه       | مدل                              | خانواده   | توقف تولید    |
| ---- | --------- | -------------------------------- | --------- | ------------- |
| 1980 | سپتامبر 1 | اپل III                          | اپل III   | ۱ دسامبر ۱۹۸۱ |
| 1980 | سپتامبر 1 | Modem IIB (Novation CAT)         | مودم‌ها    |               |
| 1980 | سپتامبر 1 | Printer IIA (Centronics 779)     | چاپگرها   |               |
| 1980 | سپتامبر 1 | Monitor III                      | نمایشگرها |               |
| 1980 | سپتامبر 1 | Monitor II (various third party) | نمایشگرها |               |
| 1980 | سپتامبر 1 | Disk III                         | درایوها   | ۱ مه ۱۹۸۴     |

| سال  | ماه       | مدل          | خانواده | توقف تولید    |
| ---- | --------- | ------------ | ------- | ------------- |
| 1981 | سپتامبر 1 | اپل پرو فایل | درایوها |               |
| 1981 | دسامبر ۱  | اپل III      | اپل III | ۱ دسامبر ۱۹۸۳ |

| سال  | ماه     | مدل                          | خانواده | توقف تولید    |
| ---- | ------- | ---------------------------- | ------- | ------------- |
| 1982 | اکتبر 1 | Apple Dot Matrix Printer     | چاپگرها | ۱ دسامبر ۱۹۸۳ |

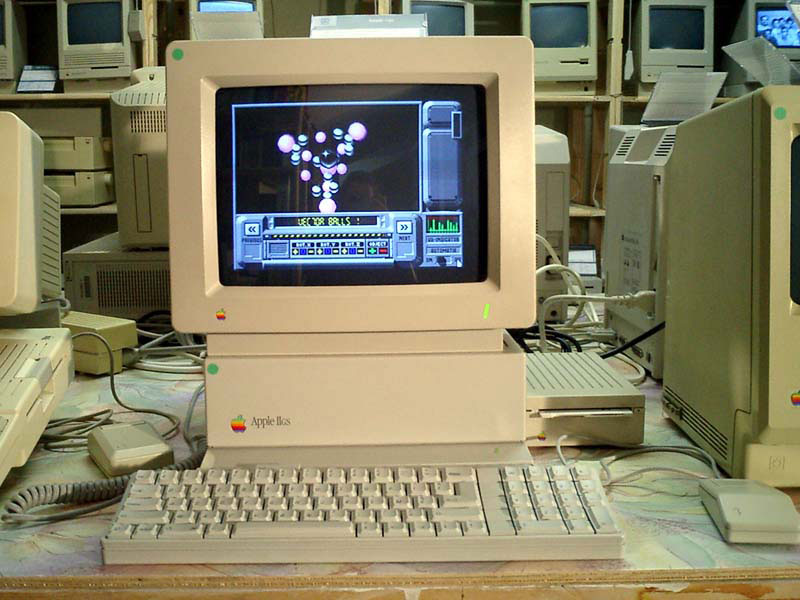
Apple IIGS

| 1982 | اکتبر 1 | Apple Letter Quality Printer | چاپگرها | ۱ دسامبر ۱۹۸۳ |

| سال  | ماه      | مدل               | خانواده | توقف تولید    |
| ---- | -------- | ----------------- | ------- | ------------- |
| 1983 | ژانویه 1 | Apple IIe         | اپل II  | ۱ مارس ۱۹۸۵   |
| 1983 | ژانویه 1 | اپل لیسا          | ۶۸۰۰۰   | ۱ ژانویه ۱۹۸۴ |
| 1983 | دسامبر ۱ | اپل III           | اپل III | ۲۴ آوریل ۱۹۸۴ |
| 1983 | دسامبر ۱ | Apple ImageWriter | چاپگرها | ۱ دسامبر ۱۹۸۵ |

| سال  | ماه        | مدل                                | خانواده             | توقف تولید      |
| ---- | ---------- | ---------------------------------- | ------------------- | --------------- |
| 1984 | ژانویه 1   | اپل لیسا                           | 68000               | ۱ ژانویه ۱۹۸۵   |
| 1984 | ژانویه ۲۴  | مکینتاش (128K)                     | کامپکت              | ۱۰ سپتامبر ۱۹۸۴ |
| 1984 | ژانویه ۲۴  | مکینتاش External Disk Drive (400K) | درایوها             | ۱ ژانویه ۱۹۸۶   |

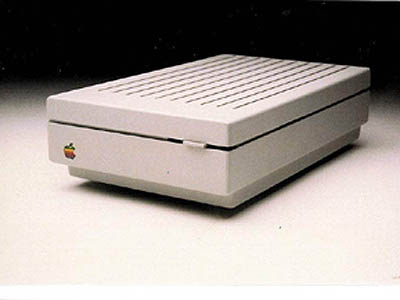
AppleFax Modem

| 1984 | ژانویه ۲۴  | Apple Modem 300                    | مودم‌ها              |                 |
| 1984 | ژانویه ۲۴  | Apple Modem 1200                   | مودم‌ها              |                 |
| 1984 | ژانویه ۲۴  | MacWrite 1.0                       | رده:نرم‌افزارهای اپل |                 |
| 1984 | ژانویه ۲۴  | MacPaint 1.0                       | رده:نرم‌افزارهای اپل |                 |
| 1984 | آوریل 1    | Apple IIc                          | اپل II              | ۱ سپتامبر ۱۹۸۶  |
| 1984 | آوریل 1    | Apple Scribe Printer               | چاپگرها             | ۱ دسامبر ۱۹۸۵   |
| 1984 | آوریل 1    | موس اپل IIc                        | موس اپل             | ۱ دسامبر ۱۹۸۵   |
| 1984 | آوریل 1    | Disk IIc                           | درایوها             |                 |
| 1984 | مه 1       | Apple دوDisk 5.25                  | درایوها             |                 |
| 1984 | ژوئن       | Apple Color Plotter                | چاپگرها             |                 |
| 1984 | ژوئن       | Apple ImageWriter Wide Carriage    | چاپگرها             |                 |
| 1984 | سپتامبر ۱۰ | مکینتاش 512K                       | کامپکت              | ۱۴ آوریل ۱۹۸۶   |
| 1984 | سپتامبر ۱۰ | مکینتاش 128K (revised)             | کامپکت              | ۱ اکتبر ۱۹۸۵    |
| 1984 | دسامبر     | AppleColor 100                     | نمایشگرها           |                 |

| سال  | ماه       | مدل                       | خانواده   | توقف تولید     |
| ---- | --------- | ------------------------- | --------- | -------------- |
| 1985 | ژانویه 1  | مکینتاش XL                | 68000     | ۱ آوریل ۱۹۸۵   |
| 1985 | ژانویه 1  | Apple LaserWriter         | چاپگرها   | ۱ دسامبر ۱۹۸۵  |
| 1985 | ژانویه 1  | Apple LocalTalk Connector | شبکه      |                |
| 1985 | مارس 1    | Apple IIe Enhanced        | اپل II    | ۱ ژانویه ۱۹۸۷  |
| 1985 | آوریل 1   | Apple Personal Modem      | مودم‌ها    |                |
| 1985 | آوریل 1   | Apple ImageWriter II      | چاپگرها   | ۱۹۹۶           |
| 1985 | ژوئن      | Apple UniDisk 5.25        | درایوها   | ۱ سپتامبر ۱۹۸۶ |
| 1985 | سپتامبر 1 | مکینتاش Hard Disk 20      | درایوها   |                |
| 1985 | سپتامبر 1 | Apple UniDisk 3.5         | درایوها   | ۱ ژانویه ۱۹۸۷  |
| 1985 | سپتامبر 1 | Apple ColorMonitor IIe    | نمایشگرها |                |
| 1985 | سپتامبر 1 | Apple ColorMonitor IIc    | نمایشگرها |                |

| سال  | ماه       | مدل                          | خانواده   | توقف تولید     |
| ---- | --------- | ---------------------------- | --------- | -------------- |
| 1986 | ژانویه 16 | مکینتاش Plus                 | کامپکت    | ۱۵ اکتبر ۱۹۹۰  |
| 1986 | ژانویه 16 | مکینتاش 800K External Drive  | درایوها   |                |
| 1986 | ژانویه 16 | Apple LaserWriter Plus       | چاپگرها   |                |
| 1986 | آوریل ۱۴  | مکینتاش 512Ke                | کامپکت    | ۱ اکتبر ۱۹۸۷   |
| 1986 | سپتامبر 1 | Apple IIGS                   | اپل II    | ۱ دسامبر ۱۹۹۲  |
| 1986 | سپتامبر 1 | Apple IIc Memory Expansion   | اپل II    | ۱ سپتامبر ۱۹۸۸ |
| 1986 | سپتامبر 1 | Apple Hard Disk 20SC         | درایوها   |                |
| 1986 | سپتامبر 1 | Apple 3.5" Drive             | درایوها   |                |
| 1986 | سپتامبر 1 | Apple 5.25" Drive            | درایوها   |                |
| 1986 | سپتامبر 1 | AppleColor Rگیگابایت Monitor | نمایشگرها |                |
| 1986 | سپتامبر 1 | Apple Monochrome Monitor     | نمایشگرها |                |
| 1986 | سپتامبر 1 | AppleColor Composite Monitor | نمایشگرها |                |

| سال  | ماه      | مدل                                        | خانواده             | توقف تولید     |
| ---- | -------- | ------------------------------------------ | ------------------- | -------------- |
| 1987 | ژانویه 1 | مکینتاش Plus (Platinum)                    | کامپکت              | ۱۵ اکتبر ۱۹۹۰  |
| 1987 | ژانویه 1 | Apple IIe Platinum                         | اپل II              | ۱ نوامبر ۱۹۹۳  |
| 1987 | ژانویه 1 | AppleShare Server 1.0                      | رده:نرم‌افزارهای اپل |                |
| 1987 | مارس ۲   | مکینتاش SE                                 | کامپکت              | ۱ اوت ۱۹۸۹     |
| 1987 | مارس ۲   | مکینتاش II                                 | مک ۲                | ۱۵ ژانویه ۱۹۹۰ |
| 1987 | مارس ۲   | AppleColor Hi-Resolution Rگیگابایت Monitor | نمایشگرها           | دسامبر ۱۹۹۲    |
| 1987 | آگوست    | ImageWriter LQ                             | چاپگرها             | دسامبر ۱۹۹۰    |
| 1987 | آگوست    | AppleFax Modem                             | مودم‌ها              |                |
| 1987 | آگوست    | Apple PC 5.25" Drive                       | درایوها             |                |
| 1987 | آگوست    | Apple Tape Backup 40SC                     | درایوها             |                |

| سال  | ماه        | مدل                       | خانواده | توقف تولید     |
| ---- | ---------- | ------------------------- | ------- | -------------- |
| 1988 | ژانویه 1   | Apple LaserWriter خانواده | چاپگرها |                |
| 1988 | مارس       | AppleCD SC                | درایوها |                |
| 1988 | آگوست      | Apple Scanner             | اسکنر   |                |
| 1988 | سپتامبر 1  | Apple IIc Plus            | اپل II  | ۱ سپتامبر ۱۹۹۰ |
| 1988 | سپتامبر ۱۹ | مکینتاش IIx               | مک ۲    | ۱۵ اکتبر ۱۹۹۰  |

| سال  | ماه        | مدل                                    | خانواده   | توقف تولید    |
| ---- | ---------- | -------------------------------------- | --------- | ------------- |
| 1989 | ژانویه 19  | مکینتاش SE/30                          | کامپکت    | ۲۱ اکتبر ۱۹۹۱ |
| 1989 | مارس ۷     | مکینتاش IIcx                           | مک ۲      | ۱۱ مارس ۱۹۹۱  |
| 1989 | مارس ۷     | Apple Two Page Monochrome Monitor      | نمایشگرها |               |
| 1989 | مارس ۷     | Apple مکینتاش Portrait Display         | نمایشگرها |               |
| 1989 | مارس ۷     | Apple Hi-Resolution Monochrome Display | نمایشگرها |               |
| 1989 | ژوئیه      | Apple Modem 2400                       | مودم‌ها    | دسامبر ۱۹۹۲   |
| 1989 | آگوست ۱    | مکینتاش SE FDHD                        | کامپکت    | ۱۵ اکتبر ۱۹۹۰ |
| 1989 | آگوست ۱    | Apple FDHD SuperDrive                  | درایوها   |               |
| 1989 | سپتامبر ۲۰ | مکینتاش IIci                           | مک ۲      | ۲۰ فوریه ۱۹۹۳ |
| 1989 | سپتامبر ۲۰ | مکینتاش پورتابل                        | پورتابل   | ۱۱ فوریه ۱۹۹۱ |
| 1989 | اکتبر 1    | Apple IIGS (1 MB, ROM 3)               | اپل II    | ۱ دسامبر ۱۹۹۲ |

## دهه ۱۹۹۰

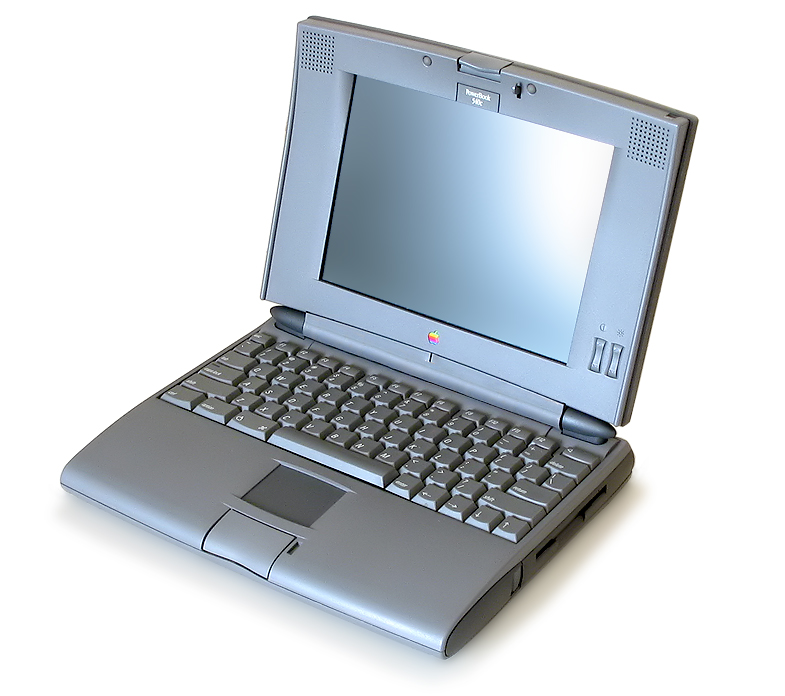
پاوربوک 540c

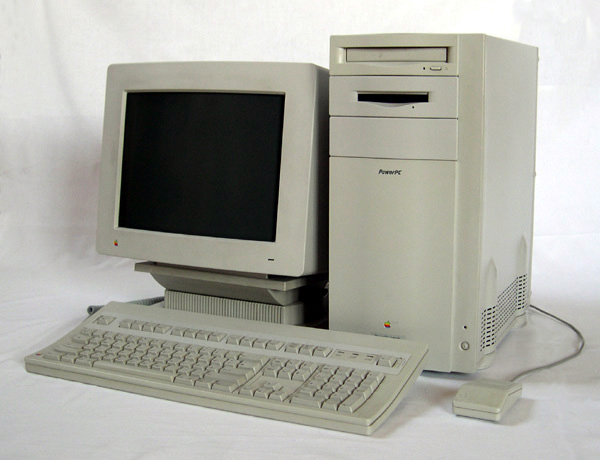
پاور مکینتاش ۹۵۰۰

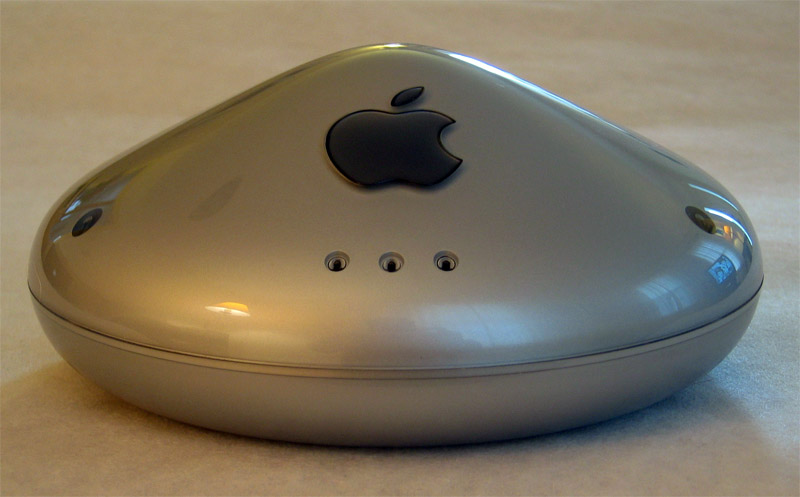
AirPort

| سال  | ماه      | مدل             | خانواده | توقف تولید       |
| ---- | -------- | --------------- | ------- | ---------------- |
| 1990 | مارس 19  | مکینتاش IIfx    | مک ۲    | ۱۵ آوریل ۱۹۹۲    |
| 1990 | اکتبر ۱۵ | مکینتاش ال‌سی    | ال‌سی    | ۲۳ مارس ۱۹۹۲     |
| 1990 | اکتبر ۱۵ | مکینتاش Classic | کامپکت  | سپتامبر ۱۴, ۱۹۹۲ |
| 1990 | اکتبر ۱۵ | مکینتاش IIsi    | مک ۲    | ۱۵ مارس ۱۹۹۳     |

| سال  | ماه      | مدل                                    | خانواده | توقف تولید      |
| ---- | -------- | -------------------------------------- | ------- | --------------- |
| 1991 | فوریه 11 | مکینتاش پورتابل (backlit screen)       | پورتابل | ۲۱ اکتبر ۱۹۹۱   |
| 1991 | مارس 1   | Apple IIe Card (requires مکینتاش ال‌سی) | اپل II  | ۱ مه ۱۹۹۵       |
| 1991 | اکتبر ۲۱ | مکینتاش Classic II                     | کامپکت  | ۱۳ سپتامبر ۱۹۹۳ |
| 1991 | اکتبر ۲۱ | کوادرا ۷۰۰                             | کوادرا  | ۱۵ مارس ۱۹۹۳    |
| 1991 | اکتبر ۲۱ | کوادرا ۹۰۰                             | کوادرا  | ۱۸ مه ۱۹۹۲      |
| 1991 | اکتبر ۲۱ | پاور بوک ۱۰۰                           | پاوربوک | ۳ اوت ۱۹۹۲      |
| 1991 | اکتبر ۲۱ | پاوربوک ۱۴۰                            | پاوربوک | ۳ اوت ۱۹۹۲      |
| 1991 | اکتبر ۲۱ | پاوربوک ۱۷۰                            | پاوربوک | ۱۹ اکتبر ۱۹۹۲   |

| سال  | ماه      | مدل             | خانواده    | توقف تولید    |
| ---- | -------- | --------------- | ---------- | ------------- |
| 1992 | مارس 23  | مکینتاش ال‌سی II | ال‌سی       | ۱۵ مارس ۱۹۹۳  |
| 1992 | مه ۱۸    | کوادرا ۹۵۰      | کوادرا     | ۱۴ اکتبر ۱۹۹۵ |
| 1992 | آگوست ۳  | پاوربوک ۱۴۵     | پاوربوک    | ۷ ژوئیه ۱۹۹۳  |
| 1992 | اکتبر ۱۹ | مکینتاش IIvi    | مک ۲       | ۱۰ فوریه ۱۹۹۳ |
| 1992 | اکتبر ۱۹ | مکینتاش IIvx    | مک ۲       | ۱۰ اکتبر ۱۹۹۳ |
| 1992 | اکتبر ۱۹ | پاوربوک ۱۶۰     | پاوربوک    | ۱۶ اوت ۱۹۹۳   |
| 1992 | اکتبر ۱۹ | پاوربوک ۱۸۰     | پاوربوک    | ۱۶ مه ۱۹۹۴    |
| 1992 | اکتبر ۱۹ | پاوربوک دو ۲۱۰  | پاوربوک دو | ۲۱ اکتبر ۱۹۹۳ |
| 1992 | اکتبر ۱۹ | پاوربوک دو ۲۳۰  | پاوربوک دو | ۲۷ ژوئیه ۱۹۹۴ |

| سال  | ماه      | مدل                           | خانواده         | توقف تولید      |
| ---- | -------- | ----------------------------- | --------------- | --------------- |
| 1993 | فوریه 10 | مکینتاش ال‌سی III / III+       | ال‌سی            | ۱۴ فوریه ۱۹۹۴   |
| 1993 | فوریه 10 | مکینتاش Color Classic         | کامپکت          | ۱۶ مه ۱۹۹۴      |
| 1993 | فوریه 10 | سنتریس ۶۱۰                    | سنتریس          | ۲۱ اکتبر ۱۹۹۳   |
| 1993 | فوریه 10 | سنتریس ۶۵۰                    | سنتریس          | ۲۱ اکتبر ۱۹۹۳   |
| 1993 | فوریه 10 | کوادرا ۸۰۰                    | کوادرا          | ۱۴ مارس ۱۹۹۴    |
| 1993 | فوریه 10 | پاوربوک 165c                  | پاوربوک         | ۱۳ دسامبر ۱۹۹۳  |
| 1993 | مارس ۲۲  | سرور گروه کار ۸۰              | سرور گروه کار   | ۱۷ اکتبر ۱۹۹۵   |
| 1993 | مارس ۲۲  | سرور گروه کار ۹۵              | سرور گروه کار   | ۳ آوریل ۱۹۹۵    |
| 1993 | مارس ۲۲  | پاورسی‌دی                      | پاورسی‌دی        | ۱ ژانویه ۱۹۹۵   |
| 1993 | مارس ۲۲  | Apple Design Powered Speakers | پاورسی‌دی        | ۱ ژانویه ۱۹۹۵   |
| 1993 | ژوئن ۷   | پاوربوک 145b                  | پاوربوک         | ۱۸ ژوئیه ۱۹۹۴   |
| 1993 | ژوئن ۷   | پاوربوک 180c                  | پاوربوک         | ۱۴ مارس ۱۹۹۴    |
| 1993 | ژوئن ۲۸  | مکینتاش ال‌سی ۵۲۰              | ال‌سی            | ۲ فوریه ۱۹۹۴    |
| 1993 | ژوئیه ۲۶ | سرور گروه کار ۶۰              | سرور گروه کار   | ۱۷ اکتبر ۱۹۹۵   |
| 1993 | ژوئیه ۲۹ | سنتریس / کوادرا 660AV         | سنتریس / کوادرا | ۱۲ سپتامبر ۱۹۹۴ |
| 1993 | ژوئیه ۲۹ | کوادرا 840AV                  | کوادرا          | ۱۸ ژوئیه ۱۹۹۴   |
| 1993 | آگوست 16 | نیوتن Message Pad             | نیوتن           | ۱ مارس ۱۹۹۴     |
| 1993 | آگوست 16 | پاوربوک ۱۶۵                   | پاوربوک         | ۱۸ ژوئیه ۱۹۹۴   |
| 1993 | اکتبر ۱۰ | مکینتاش Color Classic II      | کامپکت          | ۱ نوامبر ۱۹۹۵   |
| 1993 | اکتبر ۲۱ | مکینتاش TV                    | ال‌سی            | ۱ فوریه ۱۹۹۵    |
| 1993 | اکتبر ۲۱ | کوادرا ۶۰۵                    | کوادرا          | ۱۷ اکتبر ۱۹۹۴   |
| 1993 | اکتبر ۲۱ | کوادرا ۶۱۰                    | کوادرا          | ۱۸ ژوئیه ۱۹۹۴   |
| 1993 | اکتبر ۲۱ | کوادرا ۶۵۰                    | کوادرا          | ۱۲ سپتامبر ۱۹۹۴ |
| 1993 | اکتبر ۲۱ | پاوربوک دو ۲۵۰                | پاوربوک دو      | ۱۶ مه ۱۹۹۴      |
| 1993 | اکتبر ۲۱ | پاوربوک دو 270c               | پاوربوک دو      | ۱۶ مه ۱۹۹۴      |

| سال  | ماه      | مدل                | خانواده       | توقف تولید      |
| ---- | -------- | ------------------ | ------------- | --------------- |
| 1994 | فوریه 2  | مکینتاش ال‌سی 550   | ال‌سی          | ۲۳ مارس ۱۹۹۵    |
| 1994 | فوریه 2  | مکینتاش ال‌سی ۵۷۵   | ال‌سی          | ۳ آوریل ۱۹۹۵    |
| 1994 | فوریه 2  | Apple کویک‌تیک 100  | کویک‌تیک       | ۱ ژانویه ۱۹۹۵   |
| 1994 | مارس ۱۴  | پاور مکینتاش ۶۱۰۰  | پاور مکینتاش  | ۱۸ مه ۱۹۹۶      |
| 1994 | مارس ۱۴  | پاور مکینتاش ۷۱۰۰  | پاور مکینتاش  | ۶ ژانویه ۱۹۹۶   |
| 1994 | مارس ۱۴  | پاور مکینتاش ۸۱۰۰  | پاور مکینتاش  | ۱۴ اوت ۱۹۹۶     |
| 1994 | آوریل ۲۶ | سرور گروه کار ۶۱۵۰ | سرور گروه کار | ۱ اکتبر ۱۹۹۵    |
| 1994 | آوریل ۲۶ | سرور گروه کار ۸۱۵۰ | سرور گروه کار | ۲۶ فوریه ۱۹۹۶   |
| 1994 | آوریل ۲۶ | سرور گروه کار ۹۱۵۰ | سرور گروه کار | ۲۶ فوریه ۱۹۹۶   |
| 1994 | مه ۱۶    | پاوربوک 520/c      | پاوربوک ۵۰۰   | ۱۶ سپتامبر ۱۹۹۵ |
| 1994 | مه ۱۶    | پاوربوک 540/c      | پاوربوک ۵۰۰   | ۱۶ اوت ۱۹۹۵     |
| 1994 | مه ۱۶    | پاوربوک ۵۵۰        | پاوربوک ۵۰۰   | ۱ آوریل ۱۹۹۶    |
| 1994 | مه ۱۶    | پاوربوک دو ۲۸۰     | پاوربوک دو    | ۱۴ نوامبر ۱۹۹۴  |
| 1994 | مه ۱۶    | پاوربوک دو 280c    | پاوربوک دو    | ۱ ژانویه ۱۹۹۶   |
| 1994 | ژوئیه ۱۸ | کوادرا ۶۳۰         | کوادرا        | ۱۷ آوریل ۱۹۹۵   |
| 1994 | ژوئیه ۱۸ | پاوربوک ۱۵۰        | پاوربوک       | ۱۴ اکتبر ۱۹۹۵   |
| 1994 | دسامبر 1 | Pippin             | Pippin        | ۱ دسامبر ۱۹۹۷   |

| سال  | ماه       | مدل                       | خانواده      | توقف تولید     |
| ---- | --------- | ------------------------- | ------------ | -------------- |
| 1995 | ژانویه 28 | پاور مکینتاش 6200 / 6300  | پاور مکینتاش | ۱۷ اکتبر ۱۹۹۶  |
| 1995 | آوریل ۳   | مکینتاش ال‌سی ۵۸۰          | ال‌سی         | ۱ اکتبر ۱۹۹۵   |
| 1995 | آوریل ۳   | پاور مکینتاش/پرفورما ۵۲۰۰ | پرفورما      | ۱ اکتبر ۱۹۹۶   |
| 1995 | ژوئن ۱۹   | پاور مکینتاش ۹۵۰۰         | پاور مکینتاش | ۱۷ فوریه ۱۹۹۷  |
| 1995 | آگوست ۷   | پاور مکینتاش ۷۲۰۰         | پاور مکینتاش | ۱ آوریل ۱۹۹۶   |
| 1995 | آگوست ۷   | پاور مکینتاش ۷۵۰۰         | پاور مکینتاش | ۱۷ فوریه ۱۹۹۷  |
| 1995 | آگوست ۷   | پاور مکینتاش ۸۵۰۰         | پاور مکینتاش | ۱۷ فوریه ۱۹۹۷  |
| 1995 | آگوست ۲۸  | پاوربوک ۱۹۰               | پاوربوک      | ۱ سپتامبر ۱۹۹۶ |
| 1995 | آگوست ۲۸  | پاور مکینتاش/پرفورما ۵۳۰۰ | پرفورما      | ۱ مارس ۱۹۹۷    |
| 1995 | آگوست ۲۸  | پاوربوک ۵۳۰۰              | پاوربوک      | ۱ سپتامبر ۱۹۹۶ |
| 1995 | آگوست ۲۸  | پاوربوک دو 2300c          | پاوربوک دو   | ۱ فوریه ۱۹۹۷   |

| سال  | ماه       | مدل                   | خانواده       | توقف تولید    |
| ---- | --------- | --------------------- | ------------- | ------------- |
| 1996 | فوریه 15  | سرور شبکه اپل 500     | سرور شبکه     | ۱ آوریل ۱۹۹۷  |
| 1996 | فوریه 15  | سرور شبکه اپل ۷۰۰/۱۵۰ | سرور شبکه     | ۱ آوریل ۱۹۹۷  |
| 1996 | فوریه ۲۶  | سرور گروه کار ۷۲۵۰    | سرور گروه کار | ۲۱ آوریل ۱۹۹۷ |
| 1996 | فوریه ۲۶  | سرور گروه کار ۸۵۵۰    | سرور گروه کار | ۲۱ آوریل ۱۹۹۷ |
| 1996 | مارس ۱۰   | پرفورما ۵۲۶۰ / ۵۳۰۰   | پرفورما       | ۱ آوریل ۱۹۹۷  |
| 1996 | آوریل ۱   | پرفورما ۵۴۰۰          | پرفورما       | ۱۷ فوریه ۱۹۹۷ |
| 1996 | آوریل ۱   | پاور مکینتاش ۷۶۰۰     | پاور مکینتاش  | ۱ اکتبر ۱۹۹۷  |
| 1996 | اکتبر ۱۶  | سرور شبکه اپل ۷۰۰/۲۰۰ | سرور شبکه     | ۱ آوریل ۱۹۹۷  |
| 1996 | اکتبر ۱۷  | پرفورما ۶۳۶۰          | پرفورما       | ۱ اکتبر ۱۹۹۷  |
| 1996 | اکتبر ۲۳  | پرفورما ۶۴۰۰          | پرفورما       | ۱ مه ۱۹۹۷     |
| 1996 | نوامبر ۱۵ | پاور مکینتاش ۴۴۰۰     | پاور مکینتاش  | ۱۱ اکتبر ۱۹۹۷ |
| 1996 | نوامبر ۲۰ | پاوربوک ۱۴۰۰          | پاوربوک       | ۶ مه ۱۹۹۸     |

| سال  | ماه       | مدل                           | خانواده       | توقف تولید     |
| ---- | --------- | ----------------------------- | ------------- | -------------- |
| 1997 | فوریه 17  | پاور مکینتاش 5500             | پاور مکینتاش  | ۳۱ مارس ۱۹۹۸   |
| 1997 | فوریه 17  | پاور مکینتاش ۶۵۰۰             | پاور مکینتاش  | ۱۴ مارس ۱۹۹۸   |
| 1997 | فوریه 17  | پاور مکینتاش ۷۳۰۰             | پاور مکینتاش  | ۱۰ نوامبر ۱۹۹۷ |
| 1997 | فوریه 17  | پاور مکینتاش ۸۶۰۰             | پاور مکینتاش  | ۱۷ فوریه ۱۹۹۸  |
| 1997 | فوریه 17  | پاور مکینتاش ۹۶۰۰             | پاور مکینتاش  | ۱۷ مارس ۱۹۹۸   |
| 1997 | فوریه 17  | پاوربوک ۳۴۰۰                  | پاوربوک       | ۱۴ مارس ۱۹۹۸   |
| 1997 | مارس 7    | eMate ۳۰۰                     | نیوتن         | ۲۷ فوریه ۱۹۹۸  |
| 1997 | مارس 20   | Twentieth Anniversary مکینتاش | پاور مکینتاش  | ۱۴ مارس ۱۹۹۸   |
| 1997 | آوریل ۲۱  | سرور گروه کار ۷۳۵۰            | سرور گروه کار | ۲ مارس ۱۹۹۸    |
| 1997 | آوریل ۲۱  | سرور گروه کار ۹۶۵۰            | سرور گروه کار | ۲ مارس ۱۹۹۸    |
| 1997 | مه ۸      | پاوربوک 2400c                 | پاوربوک       | ۱۴ مارس ۱۹۹۸   |
| 1997 | نوامبر ۱۰ | پاور مکینتاش جی۳ desktop      | پاور مکینتاش  | ۵ ژانویه ۱۹۹۹  |
| 1997 | نوامبر ۱۰ | پاور مکینتاش جی۳ minitower    | پاور مکینتاش  | ۵ ژانویه ۱۹۹۹  |
| 1997 | نوامبر ۱۰ | پاوربوک جی۳                   | پاوربوک جی۳   | ۱۴ مارس ۱۹۹۸   |

| سال  | ماه       | مدل                  | خانواده        | توقف تولید    |
| ---- | --------- | -------------------- | -------------- | ------------- |
| 1998 | ژانویه 31 | پاور مکینتاش جی۳ AIO | پاور مکینتاش   | ۱۷ اکتبر ۱۹۹۸ |
| 1998 | مارس ۲    | مکینتاش Server جی۳   | مکینتاش Server | ۱ ژانویه ۱۹۹۹ |
| 1998 | مه ۶      | پاوربوک جی۳ series   | پاوربوک جی۳    | ۱۰ مه ۱۹۹۹    |
| 1998 | آگوست ۱۵  | آی‌مک جی۳             | آی‌مک           | ۱۰ مه ۱۹۹۹    |

| سال  | ماه       | مدل                               | خانواده        | توقف تولید      |
| ---- | --------- | --------------------------------- | -------------- | --------------- |
| 1999 | ژانویه 5  | پاور مکینتاش جی۳ (Blue & White)   | پاور مکینتاش   | ۱۳ اکتبر ۱۹۹۹   |
| 1999 | ژانویه 5  | مکینتاش Server جی۳ (Blue & White) | مکینتاش Server | ۳۱ اوت ۱۹۹۹     |
| 1999 | مه ۱۰     | پاوربوک جی۳ ("Lombard")           | پاوربوک جی۳    | ۱۶ فوریه ۲۰۰۰   |
| 1999 | ژوئیه ۲۱  | آی‌بوک                             | آی‌بوک          | ۱۳ سپتامبر ۲۰۰۰ |
| 1999 | ژوئیه ۲۱  | ایرپورت                           | ایرپورت        | ۱۳ نوامبر ۲۰۰۱  |
| 1999 | آگوست ۳۱  | مکینتاش Server جی۴                | مکینتاش Server | ۱۹ ژوئیه ۲۰۰۰   |
| 1999 | سپتامبر 1 | Cinema Display (۲۲")              | نمایشگرها      | ۱۹ ژوئیه ۲۰۰۰   |
| 1999 | اکتبر ۵   | آی‌مک                              | آی‌مک           | ۷ ژانویه ۲۰۰۲   |
| 1999 | اکتبر 13  | Power Mac جی۴ Graphite            | پاور مکینتاش   | ۱۸ ژوئیه ۲۰۰۱   |

## دهه ۲۰۰۰

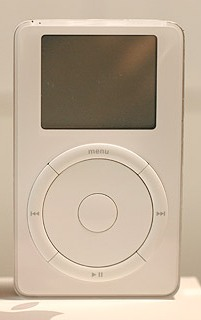
iPod

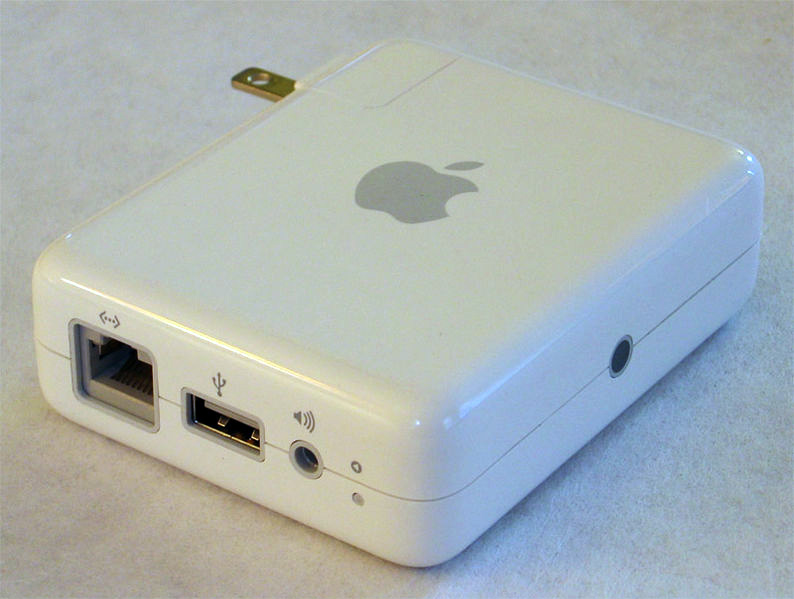
AirPort Express

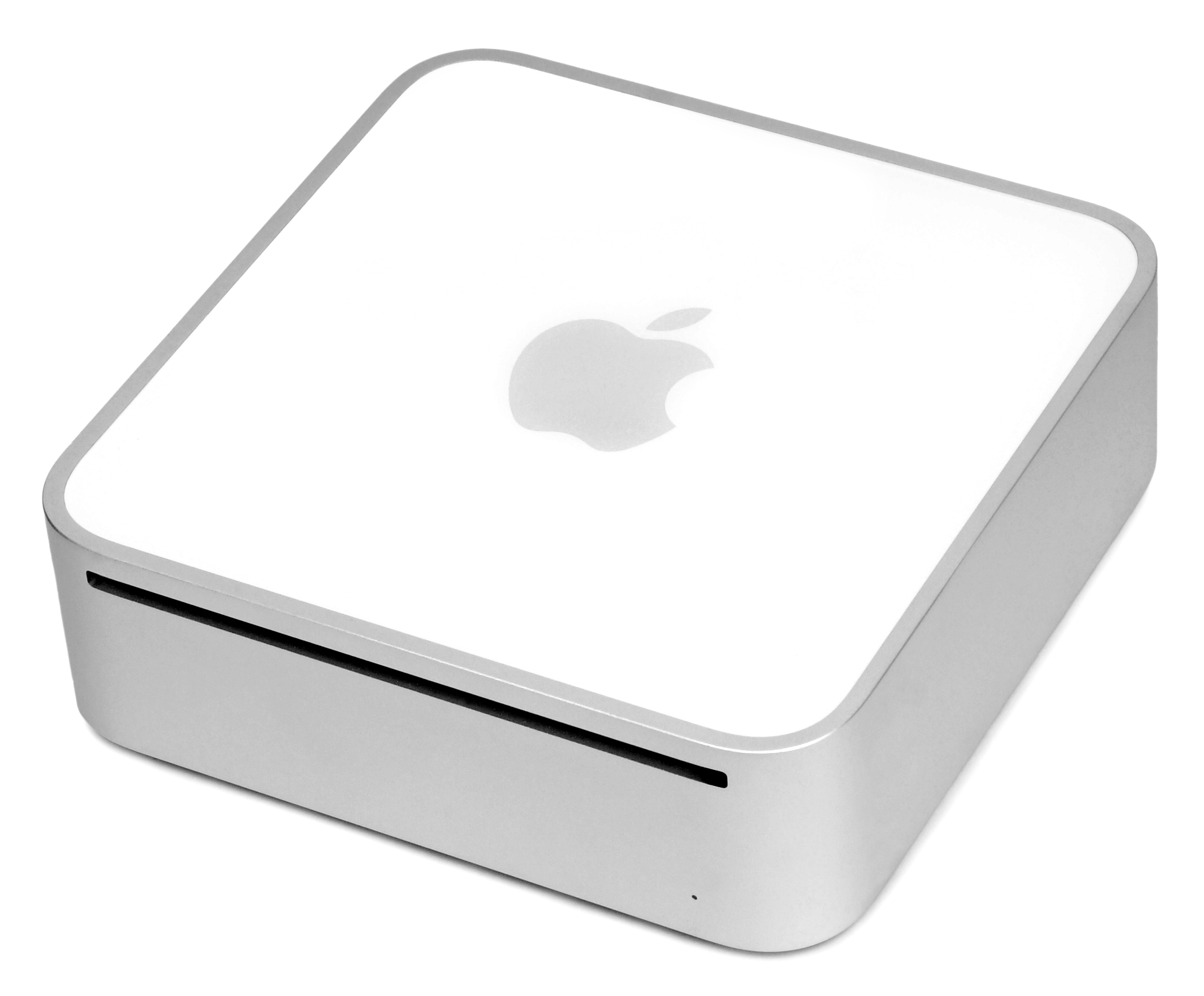
Mac Mini

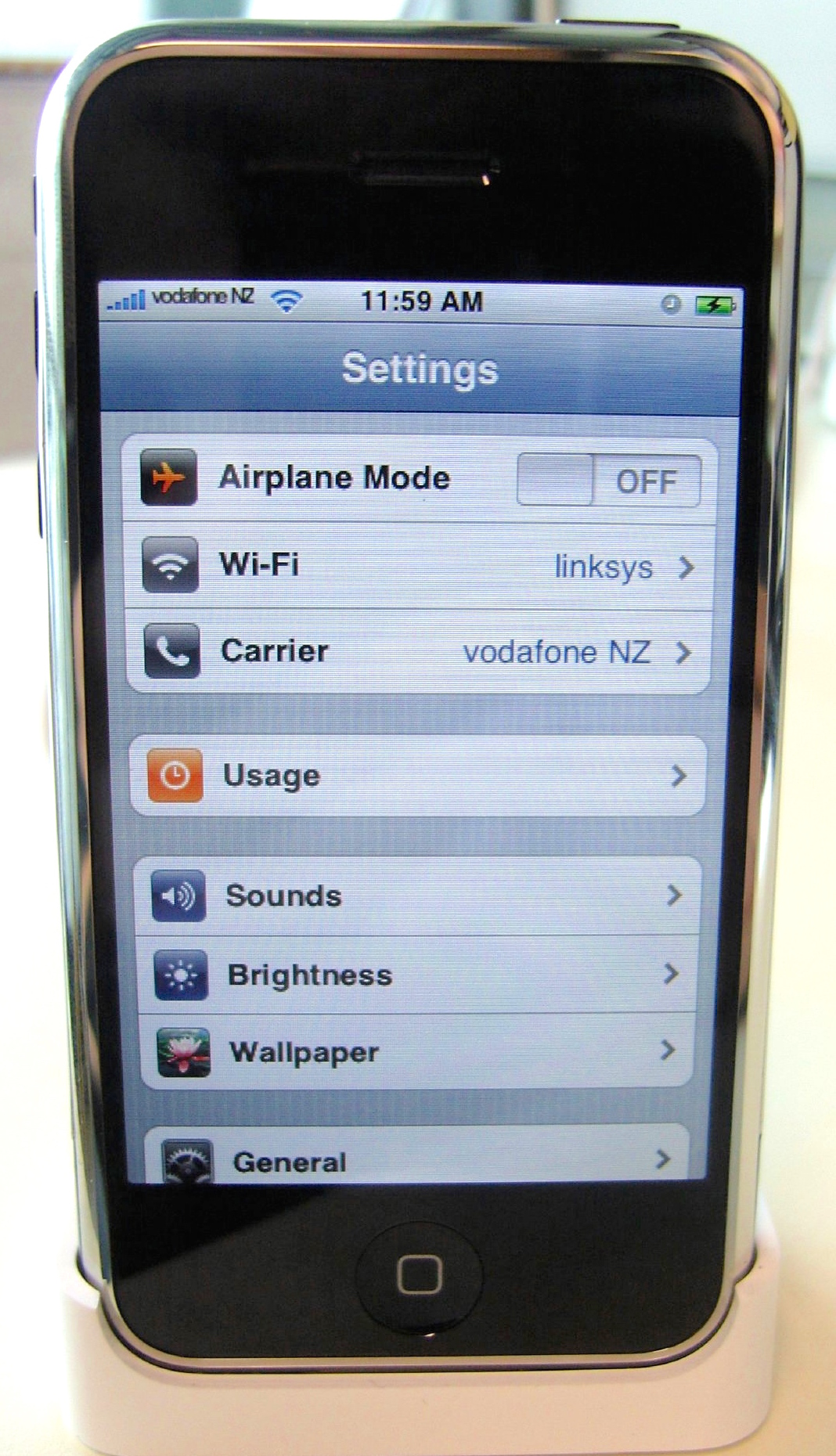
iPhone ۱, ۲۰۰۷

| سال  | ماه        | مدل                  | خانواده      | توقف تولید     |
| ---- | ---------- | -------------------- | ------------ | -------------- |
| 2000 | فوریه 16   | پاوربوک ("Pismo")    | پاوربوک جی۳  | ۹ ژانویه ۲۰۰۱  |
| 2000 | ژوئیه 19   | Power Mac جی۴ Cube   | پاور مکینتاش | ۳ ژوئیه ۲۰۰۱   |
| 2000 | ژوئیه 19   | Cinema Display (22") | نمایشگرها    | ۲۸ ژانویه ۲۰۰۳ |
| 2000 | سپتامبر ۱۳ | آی‌بوک (FireWire)     | آی‌بوک        | ۱ مه ۲۰۰۱      |

| سال  | ماه       | مدل                       | خانواده        | توقف تولید      |
| ---- | --------- | ------------------------- | -------------- | --------------- |
| 2001 | ژانویه    | پاوربوک جی۴ Titanium      | پاوربوک جی۴    | ۱۶ سپتامبر ۲۰۰۳ |
| 2001 | مه ۱      | آی‌بوک (white)             | آی‌بوک          | اکتبر ۲۰۰۳      |
| 2001 | ژوئیه 18  | Power Mac جی۴ Quicksilver | پاور مکینتاش   | ۱۳ اوت ۲۰۰۲     |
| 2001 | سپتامبر ۸ | Server جی۴ Quicksilver    | مکینتاش Server | ۱۴ مه ۲۰۰۲      |
| 2001 | اکتبر 23  | آی‌پاد ویدئو               | آی‌پاد ویدئو    | ۱۷ ژوئیه ۲۰۰۲   |

| سال  | ماه      | مدل                    | خانواده        | توقف تولید     |
| ---- | -------- | ---------------------- | -------------- | -------------- |
| 2002 | ژانویه 7 | آی‌مک                   | آی‌مک           | ۳۱ اوت ۲۰۰۴    |
| 2002 | ژانویه 7 | آی‌بوک (۱۴")            | آی‌بوک          | ۲۲ اکتبر ۲۰۰۳  |
| 2002 | آوریل 29 | eMac                   | eMac           | ۵ ژوئیه ۲۰۰۶   |
| 2002 | مه ۱۴    | اکسرو                  | اکسرو          | ۱۰ فوریه ۲۰۰۳  |
| 2002 | ژوئیه ۱۷ | آی‌مک جی۴ ۱۷"           | آی‌مک           | ۳۱ اوت ۲۰۰۴    |
| 2002 | ژوئیه ۱۷ | آی‌پاد ویدئو            | آی‌پاد ویدئو    | ۲۸ آوریل ۲۰۰۳  |
| 2002 | آگوست ۱۳ | پاور مکینتاش جی۴ MDD   | پاور مکینتاش   | ۹ ژوئن ۲۰۰۴    |
| 2002 | آگوست ۲۷ | مکینتاش Server جی۴ MDD | مکینتاش Server | ۲۸ ژانویه ۲۰۰۳ |

| سال  | ماه        | مدل                        | خانواده      | توقف تولید    |
| ---- | ---------- | -------------------------- | ------------ | ------------- |
| 2003 | ژانویه 7   | پاوربوک جی۴ Aluminum (12") | پاوربوک جی۴  | ۱۶ مه ۲۰۰۶    |
| 2003 | ژانویه 7   | پاوربوک جی۴ Aluminum (17") | پاوربوک جی۴  | ۲۴ آوریل ۲۰۰۶ |
| 2003 | فوریه ۱۰   | اکسرو slot loading         | اکسرو        | ۶ ژانویه ۲۰۰۴ |
| 2003 | فوریه ۱۰   | اکسرو Cluster Node         | اکسرو        | ۶ ژانویه ۲۰۰۴ |
| 2003 | آوریل ۲۸   | آی‌پاد ویدئو                | آی‌پاد ویدئو  | ۱۹ ژوئیه ۲۰۰۴ |
| 2003 | ژوئن ۲۳    | پاور مکینتاش G5            | پاور مکینتاش | ۹ ژوئن ۲۰۰۴   |
| 2003 | سپتامبر 16 | پاوربوک جی۴ Aluminum (15") | پاوربوک جی۴  | ۱۴ فوریه ۲۰۰۶ |
| 2003 | اکتبر ۲۲   | آی‌بوک جی۴ (۱۲" / ۱۴")      | آی‌بوک        | ۱۶ مه ۲۰۰۶    |
| 2003 | نوامبر ۱۸  | آی‌مک جی۴ ۲۰"               | آی‌مک         | ۳۱ اوت ۲۰۰۴   |

| سال  | ماه        | مدل                   | خانواده         | توقف تولید     |
| ---- | ---------- | --------------------- | --------------- | -------------- |
| 2004 | ژانویه 6   | اکسرو G5              | اکسرو           | ۷ اوت ۲۰۰۶     |
| 2004 | ژانویه 6   | اکسرو Cluster Node G5 | اکسرو           | ۷ اوت ۲۰۰۶     |
| 2004 | ژانویه 6   | آیپاد مینی (1st gen)  | آیپاد مینی      | ۲۳ فوریه ۲۰۰۵  |
| 2004 | ژانویه 8   | iPod+HP               | آیپاد کلاسیک    | ۲۹ ژوئیه ۲۰۰۵  |
| 2004 | ژوئن 7     | ایرپورت               | AirPort Express | ۱۷ مارس ۲۰۰۸   |
| 2004 | ژوئن ۹     | پاور مکینتاش G5 FX    | پاور مکینتاش    | ۱۹ اکتبر ۲۰۰۵  |
| 2004 | ژوئن 28    | Cinema Display (20")  | نمایشگرها       | فوریه ۲۰۰۹     |
| 2004 | ژوئن 28    | Cinema Display (23")  | نمایشگرها       | نوامبر ۲۰۰۸    |
| 2004 | ژوئن 28    | Cinema Display (30")  | نمایشگرها       | ۲۷ ژوئیه ۲۰۱۰  |
| 2004 | ژوئیه ۱۹   | آی‌پاد ویدئو           | آی‌پاد ویدئو     | ۱۲ اکتبر ۲۰۰۵  |
| 2004 | آگوست ۳۱   | آی‌مک G5 17"           | آی‌مک            | ۱۰ ژانویه ۲۰۰۶ |
| 2004 | آگوست ۳۱   | آی‌مک G5 20"           | آی‌مک            | ۲۰ مارس ۲۰۰۶   |
| 2004 | سپتامبر ۲۶ | آی‌پاد ویدئو           | آیپاد کلاسیک    | ۲۸ ژوئن ۲۰۰۵   |

| سال  | ماه       | مدل                       | خانواده      | توقف تولید      |
| ---- | --------- | ------------------------- | ------------ | --------------- |
| 2005 | ژانویه 11 | مک مینی                   | مک مینی      | ۲۸ فوریه ۲۰۰۶   |
| 2005 | ژانویه 11 | آی‌پاد شافل (1st gen)      | آی‌پاد شافل   | ۱۲ سپتامبر ۲۰۰۶ |
| 2005 | فوریه 23  | آیپاد مینی (2nd gen)      | آیپاد مینی   | ۷ سپتامبر ۲۰۰۵  |
| 2005 | سپتامبر 7 | آی‌پاد نانو (1st gen)      | آی‌پاد نانو   | ۲۵ سپتامبر ۲۰۰۶ |
| 2005 | اکتبر ۱۲  | آی‌پاد ویدئو               | آی‌پاد ویدئو  | ۵ سپتامبر ۲۰۰۷  |
| 2005 | اکتبر ۱۹  | پاور مکینتاش G5 dual core | پاور مکینتاش | ۷ اوت ۲۰۰۶      |

| سال  | ماه        | مدل                    | خانواده    | توقف تولید     |
| ---- | ---------- | ---------------------- | ---------- | -------------- |
| 2006 | ژانویه 10  | آی‌مک (اوائل 2006)      | آی‌مک       | ۶ سپتامبر ۲۰۰۶ |
| 2006 | ژانویه 10  | آی‌پاد                  | آی‌پاد      | ۲۵ ژوئن ۲۰۰۹   |
| 2006 | فوریه ۱۴   | مک‌بوک پرو              | مک‌بوک Pro  | ۲۶ فوریه ۲۰۰۸  |
| 2006 | فوریه ۲۸   | مک مینی                | Mac Mini   | ۶ سپتامبر ۲۰۰۶ |
| 2006 | فوریه ۲۸   | مک مینی                | Mac Mini   | ۷ اوت ۲۰۰۷     |
| 2006 | فوریه ۲۸   | iPod Hi-Fi             | آی‌پاد      | ۵ سپتامبر ۲۰۰۷ |
| 2006 | آوریل 11   | Apple Remote Desktop 3 | Software   | تا کنون        |
| 2006 | آوریل ۲۴   | مک‌بوک پرو              | مک‌بوک Pro  | ۲۶ فوریه ۲۰۰۸  |
| 2006 | مه ۱۶      | مک‌بوک                  | مک‌بوک      | ۱۰ آوریل ۲۰۱۵  |
| 2006 | ژوئن 20    | Shake 4                | Software   | ۳۰ ژوئیه ۲۰۰۹  |
| 2006 | ژوئیه 13   | Nike+iPod              | آی‌پاد      | تا کنون        |
| 2006 | آگوست ۷    | مک پرو                 | مک پرو     | ۸ ژانویه ۲۰۰۸  |
| 2006 | آگوست ۷    | اکسرو (Intel)          | اکسرو      | ۸ ژانویه ۲۰۰۸  |
| 2006 | سپتامبر ۶  | آی‌مک (اواسط ۲۰۰۶)      | آی‌مک       | ۷ اوت ۲۰۰۷     |
| 2006 | سپتامبر 12 | آی‌پاد شافل (2nd gen)   | آی‌پاد شافل | ۱۱ مارس ۲۰۰۹   |
| 2006 | سپتامبر 25 | آی‌پاد نانو (2nd gen)   | آی‌پاد نانو | ۵ سپتامبر ۲۰۰۷ |

| سال  | ماه        | مدل                                   | خانواده             | توقف تولید     |
| ---- | ---------- | ------------------------------------- | ------------------- | -------------- |
| ۲۰۰۷ | مارس ۲۱    | اپل تی‌وی (1st gen)                    | اپل تی‌وی            | ۱ سپتامبر ۲۰۱۰ |
| ۲۰۰۷ | ژوئن ۲۹    | آیفون (نسل اول) (۴ گیگابایت)          | آیفون               | ۵ سپتامبر ۲۰۰۷ |
| ۲۰۰۷ | ژوئن ۲۹    | آیفون (نسل اول) (۸ گیگابایت)          | آیفون               | ۱۱ ژوئیه ۲۰۰۸  |
| ۲۰۰۷ | آگوست ۷    | آی‌مک (اواسط ۲۰۰۷)                     | آی‌مک                | ۲۸ آوریل ۲۰۰۸  |
| ۲۰۰۷ | آگوست ۷    | Apple Mighty Mouse (revised)          | موس اپل             | تا کنون        |
| ۲۰۰۷ | آگوست ۷    | Apple Keyboard with Numeric Keypad    | Apple Keyboard      | تا کنون        |
| ۲۰۰۷ | آگوست ۷    | Apple Wireless Keyboard (Aluminum)    | Apple Keyboard      | تا کنون        |
| ۲۰۰۷ | آگوست ۷    | مک مینی (اواسط ۲۰۰۷)                  | مک مینی             | ۳ مارس ۲۰۰۹    |
| ۲۰۰۷ | سپتامبر ۵  | آی‌پاد نانو (3rd gen)                  | آی‌پاد نانو          | ۶ سپتامبر ۲۰۰۸ |
| ۲۰۰۷ | سپتامبر ۵  | آی‌پاد ویدئو (6th gen)                 | آی‌پاد ویدئو         | ۹ سپتامبر ۲۰۰۸ |
| ۲۰۰۷ | سپتامبر ۵  | آی‌پاد تاچ (1st gen) (۸ & ۱۶ گیگابایت) | آی‌پاد تاچ           | ۹ سپتامبر ۲۰۰۸ |
| ۲۰۰۷ | سپتامبر ۱۲ | لاجیک استودیو                         | رده:نرم‌افزارهای اپل | ۲۳ ژوئیه ۲۰۰۹  |
| ۲۰۰۷ | نوامبر ۱۵  | Final Cut Express 4                   | رده:نرم‌افزارهای اپل | ۲۳ ژوئیه ۲۰۰۹  |

| سال  | ماه        | مدل                                    | خانواده             | توقف تولید      |
| ---- | ---------- | -------------------------------------- | ------------------- | --------------- |
| ۲۰۰۸ | ژانویه ۸   | اکسرو (اوائل ۲۰۰۸)                     | اکسرو               | ۷ آوریل ۲۰۰۹    |
| ۲۰۰۸ | ژانویه ۸   | مک پرو (اوائل ۲۰۰۸)                    | مک پرو              | ۳ مارس ۲۰۰۹     |
| ۲۰۰۸ | ژانویه ۱۵  | مک‌بوک ایر (اوائل ۲۰۰۸)                 | مک‌بوک ایر           | ۱۴ اکتبر ۲۰۰۸   |
| ۲۰۰۸ | ژانویه ۱۵  | مک‌بوک Air External SuperDrive          | درایوها             | تا کنون         |
| ۲۰۰۸ | فوریه ۵    | آیفون (نسل اول) (۱۶ گیگابایت)          | آیفون               | ۱۱ ژوئیه ۲۰۰۸   |
| ۲۰۰۸ | فوریه ۱۲   | اپرچر                                  | رده:نرم‌افزارهای اپل | ۹ فوریه ۲۰۱۰    |
| ۲۰۰۸ | فوریه ۱۹   | Xsan 2                                 | رده:نرم‌افزارهای اپل | ۲۵ ژوئیه ۲۰۱۲   |
| ۲۰۰۸ | فوریه ۲۶   | مک‌بوک (اوائل ۲۰۰۸)                     | مک‌بوک               | ۱۴ اکتبر ۲۰۰۸   |
| ۲۰۰۸ | فوریه ۲۶   | مک‌بوک پرو (اوائل ۲۰۰۸) (۱۵")           | مک‌بوک پرو           | ۱۴ اکتبر ۲۰۰۸   |
| ۲۰۰۸ | فوریه ۲۶   | مک‌بوک پرو (اوائل ۲۰۰۸) (۱۷")           | مک‌بوک پرو           | ۶ ژانویه ۲۰۰۹   |
| ۲۰۰۸ | فوریه ۲۷   | آی‌پاد تاچ (1st gen) (۳۲ گیگابایت)      | آی‌پاد تاچ           | ۹ سپتامبر ۲۰۰۸  |
| ۲۰۰۸ | فوریه ۲۹   | Time Capsule (1st gen)                 | ایرپورت، درایوها    | ۳ مارس ۲۰۰۹     |
| ۲۰۰۸ | مارس ۱۷    | AirPort Express 802.11n (1st gen)      | AirPort Express     | ۱۱ ژوئن ۲۰۱۲    |
| ۲۰۰۸ | آوریل ۱۷   | فاینال کات استودیو                     | رده:نرم‌افزارهای اپل | ۲۳ ژوئیه ۲۰۰۹   |
| ۲۰۰۸ | آوریل ۲۸   | آی‌مک (اوائل ۲۰۰۸)                      | آی‌مک                | ۳ مارس ۲۰۰۹     |
| ۲۰۰۸ | مه ۲۹      | Logic Express 8                        | رده:نرم‌افزارهای اپل | ۲۳ ژوئیه ۲۰۰۹   |
| ۲۰۰۸ | ژوئیه ۹    | MobileMe                               | رده:نرم‌افزارهای اپل | ۳۰ ژوئن ۲۰۱۲    |
| ۲۰۰۸ | ژوئیه ۱۱   | آیفون ۳جی (۸ گیگابایت)                 | آیفون               | ۷ ژوئن ۲۰۱۰     |
| ۲۰۰۸ | ژوئیه ۱۱   | آیفون ۳جی (۱۶ گیگابایت)                | آیفون               | ۸ ژوئن ۲۰۰۹     |
| ۲۰۰۸ | سپتامبر ۹  | آی‌پاد نانو (4th gen)                   | آی‌پاد نانو          | ۹ سپتامبر ۲۰۰۹  |
| ۲۰۰۸ | سپتامبر ۹  | آی‌پاد ویدئو (6th gen) (۱۲۰ گیگابایت)   | آی‌پاد ویدئو         | ۹ سپتامبر ۲۰۰۹  |
| ۲۰۰۸ | سپتامبر ۹  | آی‌پاد تاچ (2nd gen) (۸ گیگابایت)       | آی‌پاد تاچ           | ۱ سپتامبر ۲۰۱۰  |
| ۲۰۰۸ | سپتامبر ۹  | آی‌پاد تاچ (2nd gen) (۱۶ & ۳۲ گیگابایت) | آی‌پاد تاچ           | ۹ سپتامبر ۲۰۰۹  |
| ۲۰۰۸ | سپتامبر ۹  | In-Ear Headphones                      | آی‌پاد               | تا کنون         |
| ۲۰۰۸ | سپتامبر ۱۸ | Final Cut Server                       | رده:نرم‌افزارهای اپل | ۲۳ ژوئیه ۲۰۰۹   |
| ۲۰۰۸ | اکتبر ۱۴   | مک‌بوک ایر (اواخر ۲۰۰۸)                 | مک‌بوک ایر           | ۸ ژوئن ۲۰۰۹     |
| ۲۰۰۸ | اکتبر ۱۴   | مک‌بوک (اواخر 2008) (White)             | مک‌بوک               | ۲۹ ژانویه ۲۰۰۹  |
| ۲۰۰۸ | اکتبر ۱۴   | مک‌بوک (اواخر 2008) (Aluminum)          | مک‌بوک               | ۸ ژوئن ۲۰۰۹     |
| ۲۰۰۸ | اکتبر ۱۴   | مک‌بوک پرو (اواخر ۲۰۰۸) (۱۵")           | مک‌بوک پرو           | ۸ ژوئن ۲۰۰۹     |
| ۲۰۰۸ | اکتبر ۱۴   | LED Cinema Display                     | نمایشگرها           | ۲ دسامبر ۲۰۱۳   |
| ۲۰۰۸ | اکتبر ۱۴   | Bento 2.0                              | رده:نرم‌افزارهای اپل | ۲۹ سپتامبر ۲۰۰۹ |

| سال  | ماه       | مدل                                   | خانواده             | توقف تولید     |
| ---- | --------- | ------------------------------------- | ------------------- | -------------- |
| ۲۰۰۹ | ژانویه ۶  | مک‌بوک پرو (اوائل ۲۰۰۹) (۱۷")          | مک‌بوک پرو           | ۸ ژوئن ۲۰۰۹    |
| ۲۰۰۹ | ژانویه ۶  | آی‌ورک                                 | رده:نرم‌افزارهای اپل | ۲۲ اکتبر ۲۰۱۳  |
| ۲۰۰۹ | ژانویه ۶  | فایل‌میکر                              | رده:نرم‌افزارهای اپل | ۹ مارس ۲۰۱۰    |
| ۲۰۰۹ | ژانویه ۲۷ | آی‌لایف                                | رده:نرم‌افزارهای اپل | ۲۰ اکتبر ۲۰۱۰  |
| ۲۰۰۹ | ژانویه ۲۹ | مک‌بوک (اوائل 2009) (White)            | مک‌بوک               | ۲۷ مه ۲۰۰۹     |
| ۲۰۰۹ | مارس ۳    | مک مینی (اوائل ۲۰۰۹)                  | مک مینی             | ۲۰ اکتبر ۲۰۰۹  |
| ۲۰۰۹ | مارس ۳    | آی‌مک (اوائل ۲۰۰۹)                     | آی‌مک                | ۲۰ اکتبر ۲۰۰۹  |
| ۲۰۰۹ | مارس ۳    | مک پرو (اوائل ۲۰۰۹)                   | مک پرو              | ۹ اوت ۲۰۱۰     |
| ۲۰۰۹ | مارس ۳    | Time Capsule (2nd gen) (500 گیگابایت) | ایرپورت، درایوها    | ۳۰ ژوئیه ۲۰۰۹  |
| ۲۰۰۹ | مارس ۳    | Time Capsule (2nd gen) (1 TB)         | ایرپورت، درایوها    | ۳۱ مارس ۲۰۱۰   |
| ۲۰۰۹ | مارس ۳    | AirPort Extreme 802.11n (3rd gen)     | ایرپورت             | ۲۰ اکتبر ۲۰۰۹  |
| ۲۰۰۹ | مارس ۳    | Apple Keyboard (short)                | Apple Keyboard      | ۲۰ اکتبر ۲۰۰۹  |
| ۲۰۰۹ | مارس ۱۱   | آی‌پاد شافل (3rd gen) (۴ گیگابایت)     | آی‌پاد شافل          | ۱ سپتامبر ۲۰۱۰ |
| ۲۰۰۹ | آوریل ۷   | اکسرو (۲۰۰۹)                          | اکسرو               | ۳۱ ژانویه ۲۰۱۱ |
| ۲۰۰۹ | مه ۲۷     | مک‌بوک (اواسط ۲۰۰۹)                    | مک‌بوک               | ۲۰ اکتبر ۲۰۰۹  |
| ۲۰۰۹ | ژوئن ۸    | مک‌بوک پرو (اواسط ۲۰۰۹)                | مک‌بوک پرو           | ۱۳ آوریل ۲۰۱۰  |
| ۲۰۰۹ | ژوئن ۸    | مک‌بوک ایر (اواسط ۲۰۰۹)                | مک‌بوک ایر           | ۲۰ اکتبر ۲۰۱۰  |
| ۲۰۰۹ | ژوئن ۱۹   | آیفون ۳جی‌اس (۱۶ & ۳۲ گیگابایت)        | آیفون               | ۲۴ ژوئن ۲۰۱۰   |
| ۲۰۰۹ | ژوئیه ۲۳  | فاینال کات استودیو                    | رده:نرم‌افزارهای اپل | ۲۱ ژوئن ۲۰۱۱   |
| ۲۰۰۹ | ژوئیه ۲۳  | Final Cut Server 1.5                  | رده:نرم‌افزارهای اپل | ۲۱ ژوئن ۲۰۱۱   |
| ۲۰۰۹ | ژوئیه ۲۳  | لاجیک استودیو                         | رده:نرم‌افزارهای اپل | دسامبر 8, 2011 |
| ۲۰۰۹ | ژوئیه ۲۳  | Logic Express 9                       | رده:نرم‌افزارهای اپل | ۱۳ دسامبر ۲۰۱۱ |
| ۲۰۰۹ | ژوئیه ۳۰  | Time Capsule (2nd gen) (2 TB)         | ایرپورت، درایوها    | ۳۱ مارس ۲۰۱۰   |
| ۲۰۰۹ | سپتامبر ۹ | آی‌پاد نانو (5th gen)                  | آی‌پاد نانو          | ۱ سپتامبر ۲۰۱۰ |
| ۲۰۰۹ | سپتامبر ۹ | آی‌پاد ویدئو (6th gen) (۱۶۰ گیگابایت)  | آی‌پاد ویدئو         | ۹ سپتامبر ۲۰۱۴ |
| ۲۰۰۹ | سپتامبر ۹ | آی‌پاد تاچ (3rd gen)                   | آی‌پاد تاچ           | ۱ سپتامبر ۲۰۱۰ |
| ۲۰۰۹ | سپتامبر ۹ | آی‌پاد شافل (3rd gen) (۲ گیگابایت)     | آی‌پاد شافل          | ۱ سپتامبر ۲۰۱۰ |
| ۲۰۰۹ | اکتبر ۲۰  | آی‌مک (اواخر ۲۰۰۹)                     | آی‌مک                | ۲۷ ژوئیه ۲۰۱۰  |
| ۲۰۰۹ | اکتبر ۲۰  | مک‌بوک (اواخر ۲۰۰۹)                    | مک‌بوک               | ۱۸ مه ۲۰۱۰     |
| ۲۰۰۹ | اکتبر ۲۰  | مک مینی (اواخر ۲۰۰۹)                  | مک مینی             | ۱۵ ژوئن ۲۰۱۰   |
| ۲۰۰۹ | اکتبر ۲۰  | ماوس جادویی                           | موس اپل             | ۱۳ اکتبر ۲۰۱۵  |
| ۲۰۰۹ | اکتبر ۲۰  | AirPort Extreme 802.11n (4th gen)     | ایرپورت             | ۲۱ ژوئن ۲۰۱۱   |

## دهه ۲۰۱۰

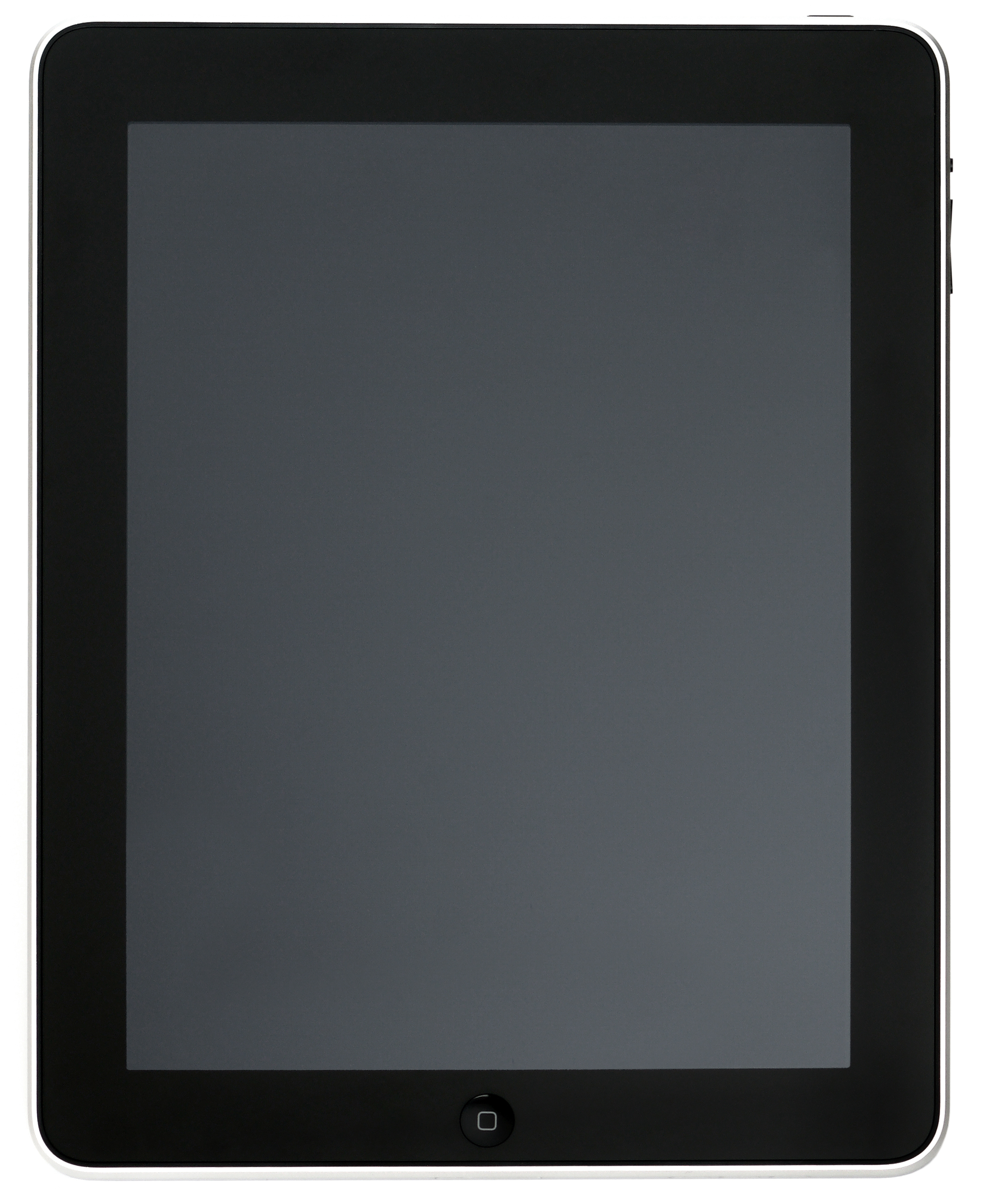
iPad

| سال  | ماه       | مدل                                   | خانواده             | توقف تولید      |
| ---- | --------- | ------------------------------------- | ------------------- | --------------- |
| ۲۰۱۰ | فوریه ۹   | اپرچر                                 | رده:نرم‌افزارهای اپل | ۱۰ آوریل ۲۰۱۵   |
| ۲۰۱۰ | مارس ۳۱   | Time Capsule (3rd gen)                | ایرپورت، درایوها    | ۲۱ ژوئن ۲۰۱۱    |
| ۲۰۱۰ | آوریل ۳   | آی‌پد (Wi-Fi)                          | آی‌پد                | ۲ مارس ۲۰۱۱     |
| ۲۰۱۰ | آوریل ۱۳  | مک‌بوک پرو (اواسط ۲۰۱۰)                | مک‌بوک پرو           | ۲۴ فوریه ۲۰۱۱   |
| ۲۰۱۰ | آوریل ۳۰  | آی‌پد (Wi-Fi + 3G)                     | آی‌پد                | ۲ مارس ۲۰۱۱     |
| ۲۰۱۰ | مه ۱۸     | مک‌بوک (اواسط ۲۰۱۰)                    | مک‌بوک               | ۲۰ ژوئیه ۲۰۱۱   |
| ۲۰۱۰ | ژوئن ۱۵   | مک مینی (اواسط ۲۰۱۰)                  | مک مینی             | ۲۰ ژوئیه ۲۰۱۱   |
| ۲۰۱۰ | ژوئن ۲۴   | آیفون ۳جی‌اس (۸ گیگابایت)              | آیفون               | ۱۲ سپتامبر ۲۰۱۲ |
| ۲۰۱۰ | ژوئن ۲۴   | آیفون ۴ (GSM) (16 & 32 گیگابایت)      | آیفون               | ۴ اکتبر ۲۰۱۱    |
| ۲۰۱۰ | ژوئیه ۲۷  | آی‌مک (اواسط ۲۰۱۰)                     | آی‌مک                | ۳ مه ۲۰۱۱       |
| ۲۰۱۰ | ژوئیه ۲۷  | ترک‌پد جادویی                          | تاچ‌پد               | ۱۳ اکتبر ۲۰۱۵   |
| ۲۰۱۰ | آگوست ۹   | مک پرو (اواسط ۲۰۱۰)                   | مک پرو              | ۱۱ ژوئن ۲۰۱۲    |
| ۲۰۱۰ | سپتامبر ۱ | آی‌پاد تاچ (4th gen) (۸ & ۶۴ گیگابایت) | آی‌پاد تاچ           | ۱۲ سپتامبر ۲۰۱۲ |
| ۲۰۱۰ | سپتامبر ۱ | آی‌پاد تاچ (4th gen) (۳۲ گیگابایت)     | آی‌پاد تاچ           | ۳۰ مه ۲۰۱۳      |
| ۲۰۱۰ | سپتامبر ۱ | آی‌پاد نانو (6th gen)                  | آی‌پاد نانو          | ۱۲ سپتامبر ۲۰۱۲ |
| ۲۰۱۰ | سپتامبر ۱ | آی‌پاد شافل (4th gen)                  | آی‌پاد شافل          | تا کنون         |
| ۲۰۱۰ | سپتامبر ۱ | اپل تی‌وی (2nd gen)                    | اپل تی‌وی            | ۷ مارس ۲۰۱۲     |
| ۲۰۱۰ | اکتبر ۲۰  | مک‌بوک ایر (اواخر ۲۰۱۰)                | مک‌بوک ایر           | ۲۰ ژوئیه ۲۰۱۱   |
| ۲۰۱۰ | اکتبر ۲۰  | آی‌لایف                                | رده:نرم‌افزارهای اپل | ۲۲ اکتبر ۲۰۱۳   |

| سال  | ماه      | مدل                               | خانواده             | توقف تولید      |
| ---- | -------- | --------------------------------- | ------------------- | --------------- |
| ۲۰۱۱ | فوریه ۱۰ | آیفون ۴ (CDMA) (16 & 32 گیگابایت) | آیفون               | ۴ اکتبر ۲۰۱۱    |
| ۲۰۱۱ | فوریه ۲۴ | مک‌بوک پرو (اوائل ۲۰۱۱)            | مک‌بوک پرو           | ۲۴ اکتبر ۲۰۱۱   |
| ۲۰۱۱ | مارس ۱۱  | آی‌پد ۲ (۱۶ گیگابایت)              | آی‌پد                | ۱۸ مارس ۲۰۱۴    |
| ۲۰۱۱ | مارس ۱۱  | آی‌پد ۲ (۳۲ & ۶۴ گیگابایت)         | آی‌پد                | ۷ مارس ۲۰۱۲     |
| ۲۰۱۱ | مه ۳     | آی‌مک (اواسط ۲۰۱۱)                 | آی‌مک                | ۳۰ نوامبر ۲۰۱۲  |
| ۲۰۱۱ | ژوئن ۲۱  | AirPort Extreme 802.11n (5th gen) | ایرپورت             | ۱۰ ژوئن ۲۰۱۳    |
| ۲۰۱۱ | ژوئن ۲۱  | Time Capsule (4th gen)            | ایرپورت، درایوها    | ۱۰ ژوئن ۲۰۱۳    |
| ۲۰۱۱ | ژوئیه ۲۰ | مک‌بوک ایر (اواسط ۲۰۱۱)            | مک‌بوک ایر           | ۱۱ ژوئن ۲۰۱۲    |
| ۲۰۱۱ | ژوئیه ۲۰ | مک مینی (اواسط ۲۰۱۱)              | مک مینی             | ۲۳ اکتبر ۲۰۱۲   |
| ۲۰۱۱ | ژوئیه ۲۰ | نمایشگر تاندربولت اپل             | نمایشگرها           | ۲۳ ژوئن ۲۰۱۶    |
| ۲۰۱۱ | اکتبر ۱۲ | آی‌کلاد                            | رده:نرم‌افزارهای اپل | تا کنون         |
| ۲۰۱۱ | اکتبر ۱۲ | Cards                             | رده:نرم‌افزارهای اپل | ۱۰ سپتامبر ۲۰۱۳ |
| ۲۰۱۱ | اکتبر ۱۲ | Find My Friends                   | رده:نرم‌افزارهای اپل | تا کنون         |
| ۲۰۱۱ | اکتبر ۱۲ | AirPort Utility                   | رده:نرم‌افزارهای اپل | تا کنون         |
| ۲۰۱۱ | اکتبر ۱۴ | آیفون ۴ (۸ گیگابایت)              | آیفون               | ۱۰ سپتامبر ۲۰۱۳ |
| ۲۰۱۱ | اکتبر ۱۴ | آیفون ۴اس (۱۶ گیگابایت)           | آیفون               | ۱۰ سپتامبر ۲۰۱۳ |
| ۲۰۱۱ | اکتبر ۱۴ | آیفون ۴اس (۳۲ & ۶۴ گیگابایت)      | آیفون               | ۱۲ سپتامبر ۲۰۱۲ |
| ۲۰۱۱ | اکتبر ۲۴ | مک‌بوک پرو (اواخر ۲۰۱۱)            | مک‌بوک پرو           | ۱۱ ژوئن ۲۰۱۲    |

| سال  | ماه        | مدل                                                        | خانواده             | توقف تولید      |
| ---- | ---------- | ---------------------------------------------------------- | ------------------- | --------------- |
| ۲۰۱۲ | ژانویه ۱۹  | آی‌بوکs Author                                              | رده:نرم‌افزارهای اپل | تا کنون         |
| ۲۰۱۲ | مارس ۱۶    | آی‌پد ۳                                                     | آی‌پد                | ۲۳ اکتبر ۲۰۱۲   |
| ۲۰۱۲ | مارس ۱۶    | اپل تی‌وی (3rd gen)                                         | اپل تی‌وی            | ۲۸ ژانویه ۲۰۱۳  |
| ۲۰۱۲ | ژوئن ۱۱    | مک پرو (اواسط ۲۰۱۲)                                        | مک پرو              | ۲۲ اکتبر ۲۰۱۳   |
| ۲۰۱۲ | ژوئن ۱۱    | مک‌بوک ایر (اواسط ۲۰۱۲)                                     | مک‌بوک ایر           | ۱۰ ژوئن ۲۰۱۳    |
| ۲۰۱۲ | ژوئن ۱۱    | مک‌بوک پرو (اواسط ۲۰۱۲)                                     | مک‌بوک پرو           | تا کنون         |
| ۲۰۱۲ | ژوئن ۱۱    | مک‌بوک پرو with Retina display (3rd gen) (15") (اواسط ۲۰۱۲) | مک‌بوک پرو           | ۱۳ فوریه ۲۰۱۳   |
| ۲۰۱۲ | ژوئن ۱۱    | AirPort Express 802.11n (2nd gen)                          | AirPort Express     | تا کنون         |
| ۲۰۱۲ | ژوئیه ۲۵   | Xsan 3                                                     | رده:نرم‌افزارهای اپل | ۱۷ اکتبر ۲۰۱۴   |
| ۲۰۱۲ | سپتامبر ۱۲ | Apple EarPods                                              | آی‌پاد               | تا کنون         |
| ۲۰۱۲ | سپتامبر ۱۲ | آی‌پاد تاچ (4th gen) (۱۶ گیگابایت)                          | آی‌پاد تاچ           | ۳۰ مه ۲۰۱۳      |
| ۲۰۱۲ | سپتامبر ۲۱ | آیفون ۵                                                    | آیفون               | ۱۰ سپتامبر ۲۰۱۳ |
| ۲۰۱۲ | اکتبر ۱۱   | آی‌پاد تاچ (5th gen) (۳۲ & ۶۴ گیگابایت)                     | آی‌پاد تاچ           | ۱۵ ژوئیه ۲۰۱۵   |
| ۲۰۱۲ | اکتبر ۱۱   | آی‌پاد نانو (7th gen)                                       | آی‌پاد نانو          | تا کنون         |
| ۲۰۱۲ | اکتبر ۲۳   | مک مینی (اواخر ۲۰۱۲)                                       | مک مینی             | ۱۶ اکتبر ۲۰۱۴   |
| ۲۰۱۲ | اکتبر ۲۳   | مک‌بوک پرو with Retina display (3rd gen) (13") (اواخر ۲۰۱۲) | مک‌بوک پرو           | ۱۳ فوریه ۲۰۱۳   |
| ۲۰۱۲ | نوامبر ۲   | آی‌پد مینی (Wi-Fi) (16 گیگابایت)                            | آی‌پد                | ۱۹ ژوئن ۲۰۱۵    |
| ۲۰۱۲ | نوامبر ۲   | آی‌پد مینی (Wi-Fi) (32 & 64 گیگابایت)                       | آی‌پد                | ۲۲ اکتبر ۲۰۱۳   |
| ۲۰۱۲ | نوامبر ۲   | آی‌پد (نسل چهارم) (Wi-Fi) (16 گیگابایت)                     | آی‌پد                | ۱۶ اکتبر ۲۰۱۴   |
| ۲۰۱۲ | نوامبر ۲   | آی‌پد (نسل چهارم) (Wi-Fi) (32 & 64 گیگابایت)                | آی‌پد                | ۲۲ اکتبر ۲۰۱۳   |
| ۲۰۱۲ | نوامبر ۱۶  | آی‌پد مینی (Wi-Fi + Cellular) (16 گیگابایت)                 | آی‌پد                | ۱۹ ژوئن ۲۰۱۵    |
| ۲۰۱۲ | نوامبر ۱۶  | آی‌پد مینی (Wi-Fi + Cellular) (32 & 64 گیگابایت)            | آی‌پد                | ۲۲ اکتبر ۲۰۱۳   |
| ۲۰۱۲ | نوامبر ۱۶  | آی‌پد (نسل چهارم) (Wi-Fi + Cellular) (16 گیگابایت)          | آی‌پد                | ۱۶ اکتبر ۲۰۱۴   |
| ۲۰۱۲ | نوامبر ۱۶  | آی‌پد (نسل چهارم) (Wi-Fi + Cellular) (32 & 64 گیگابایت)     | آی‌پد                | ۲۲ اکتبر ۲۰۱۳   |
| ۲۰۱۲ | نوامبر ۳۰  | آی‌مک (۲۱٫۵") (اواخر ۲۰۱۲)                                  | آی‌مک                | ۲۴ سپتامبر ۲۰۱۳ |
| ۲۰۱۲ | دسامبر     | آی‌مک (۲۷") (اواخر ۲۰۱۲)                                    | آی‌مک                | ۲۴ سپتامبر ۲۰۱۳ |

| سال  | ماه        | مدل                                                  | خانواده             | توقف تولید     |
| ---- | ---------- | ---------------------------------------------------- | ------------------- | -------------- |
| ۲۰۱۳ | ژانویه ۲۸  | اپل تی‌وی (3rd gen Rev A)                             | اپل تی‌وی            | ۸ سپتامبر ۲۰۱۶ |
| ۲۰۱۳ | فوریه ۱۳   | مک‌بوک پرو with Retina display (3rd gen) (اوائل ۲۰۱۳) | مک‌بوک پرو           | ۲۲ اکتبر ۲۰۱۳  |
| ۲۰۱۳ | مه ۳۰      | آی‌پاد تاچ (5th gen) (۱۶ گیگابایت)                    | آی‌پاد تاچ           | ۲۶ ژوئن ۲۰۱۴   |
| ۲۰۱۳ | ژوئن ۱۰    | AirPort Extreme 802.11ac (6th gen)                   | ایرپورت             | تا کنون        |
| ۲۰۱۳ | ژوئن ۱۰    | Time Capsule (5th gen)                               | ایرپورت، درایوها    | تا کنون        |
| ۲۰۱۳ | ژوئن ۱۰    | مک‌بوک ایر (اواسط ۲۰۱۳)                               | مک‌بوک ایر           | ۲۹ آوریل ۲۰۱۴  |
| ۲۰۱۳ | سپتامبر ۲۰ | آیفون ۴اس (۸ گیگابایت)                               | آیفون               | ۹ سپتامبر ۲۰۱۴ |
| ۲۰۱۳ | سپتامبر ۲۰ | آیفون ۵سی (۱۶ & ۳۲ گیگابایت)                         | آیفون               | ۹ سپتامبر ۲۰۱۴ |
| ۲۰۱۳ | سپتامبر ۲۰ | آیفون ۵اس (۱۶ & ۳۲ گیگابایت)                         | آیفون               | ۲۱ مارس ۲۰۱۶   |
| ۲۰۱۳ | سپتامبر ۲۰ | آیفون ۵اس (۶۴ گیگابایت)                              | آیفون               | ۹ سپتامبر ۲۰۱۴ |
| ۲۰۱۳ | سپتامبر ۲۴ | آی‌مک (۲۱٫۵") (اواخر ۲۰۱۳)                            | آی‌مک                | ۱۸ ژوئن ۲۰۱۴   |
| ۲۰۱۳ | سپتامبر ۲۴ | آی‌مک (۲۷") (اواخر ۲۰۱۳)                              | آی‌مک                | تا کنون        |
| ۲۰۱۳ | اکتبر ۲۲   | مک‌بوک پرو with Retina display (3rd gen) (اواخر ۲۰۱۳) | مک‌بوک پرو           | ۲۹ ژوئیه ۲۰۱۴  |
| ۲۰۱۳ | اکتبر ۲۲   | آی‌ورک (۲۰۱۳)                                         | رده:نرم‌افزارهای اپل | تا کنون        |
| ۲۰۱۳ | اکتبر ۲۲   | آی‌لایف (۲۰۱۳)                                        | رده:نرم‌افزارهای اپل | تا کنون        |
| ۲۰۱۳ | نوامبر ۱   | آی‌پد ایر (۱۶ & ۳۲ گیگابایت)                          | آی‌پد                | ۲۱ مارس ۲۰۱۶   |
| ۲۰۱۳ | نوامبر ۱   | آی‌پد ایر (۶۴ & ۱۲۸ گیگابایت)                         | آی‌پد                | ۱۶ اکتبر ۲۰۱۴  |
| ۲۰۱۳ | نوامبر ۱۲  | آی‌پد مینی (نسل دوم) (۱۶ & ۳۲ گیگابایت)               | آی‌پد                | تا کنون        |
| ۲۰۱۳ | نوامبر ۱۲  | آی‌پد مینی (نسل دوم) (۶۴ & ۱۲۸ گیگابایت)              | آی‌پد                | ۱۶ اکتبر ۲۰۱۴  |
| ۲۰۱۳ | دسامبر ۱۹  | مک پرو (اواخر ۲۰۱۳)                                  | مک پرو              | تا کنون        |

| سال  | ماه        | مدل                                                  | خانواده             | توقف تولید     |
| ---- | ---------- | ---------------------------------------------------- | ------------------- | -------------- |
| ۲۰۱۴ | مارس ۱۸    | آیفون ۵سی (۸ گیگابایت)                               | آیفون               | ۹ سپتامبر ۲۰۱۵ |
| ۲۰۱۴ | آوریل ۲۹   | مک‌بوک ایر (اوائل ۲۰۱۴)                               | مک‌بوک ایر           | ۹ مارس ۲۰۱۵    |
| ۲۰۱۴ | ژوئن ۱۸    | آی‌مک (۲۱٫۵") (اواسط ۲۰۱۴)                            | آی‌مک                | تا کنون        |
| ۲۰۱۴ | ژوئن ۲۶    | آی‌پاد تاچ (5th gen) (۱۶ گیگابایت)                    | آی‌پاد تاچ           | ۱۵ ژوئیه ۲۰۱۵  |
| ۲۰۱۴ | ژوئیه ۲۹   | مک‌بوک پرو with Retina display (3rd gen) (اواسط ۲۰۱۴) | مک‌بوک پرو           | ۹ مارس ۲۰۱۵    |
| ۲۰۱۴ | سپتامبر ۱۹ | آیفون ۶ (۱۶ & ۶۴ گیگابایت)                           | آیفون               | ۷ سپتامبر ۲۰۱۶ |
| ۲۰۱۴ | سپتامبر ۱۹ | آیفون ۶ (۱۶ & ۶۴ گیگابایت)                           | آیفون               | ۷ سپتامبر ۲۰۱۶ |
| ۲۰۱۴ | سپتامبر ۱۹ | آیفون ۶ (۱۲۸ گیگابایت)                               | آیفون               | ۹ سپتامبر ۲۰۱۵ |
| ۲۰۱۴ | سپتامبر ۱۹ | آیفون ۶ (۱۲۸ گیگابایت)                               | آیفون               | ۹ سپتامبر ۲۰۱۵ |
| ۲۰۱۴ | اکتبر ۱۶   | آی‌مک (۲۷") (اواخر ۲۰۱۴)                              | آی‌مک                | ۱۳ اکتبر ۲۰۱۵  |
| ۲۰۱۴ | اکتبر ۱۶   | مک مینی (اواخر ۲۰۱۴)                                 | مک مینی             | تا کنون        |
| ۲۰۱۴ | اکتبر ۱۷   | Xsan 4                                               | رده:نرم‌افزارهای اپل | تا کنون        |
| ۲۰۱۴ | اکتبر ۲۲   | آی‌پد ایر ۲ (۱۶, ۶۴ & ۱۲۸ گیگابایت)                   | آی‌پد                | تا کنون        |
| ۲۰۱۴ | اکتبر ۲۲   | آی‌پد مینی (نسل سوم) (۱۶, ۶۴ & ۱۲۸ گیگابایت)          | آی‌پد                | ۹ سپتامبر ۲۰۱۵ |

| سال  | ماه        | مدل                                                        | خانواده             | توقف تولید     |
| ---- | ---------- | ---------------------------------------------------------- | ------------------- | -------------- |
| ۲۰۱۵ | مارس ۹     | مک‌بوک ایر (اوائل ۲۰۱۵)                                     | مک‌بوک Air           | تا کنون        |
| ۲۰۱۵ | مارس ۹     | مک‌بوک پرو with Retina display (3rd gen) (13") (اوائل ۲۰۱۵) | مک‌بوک پرو           | تا کنون        |
| ۲۰۱۵ | آوریل ۱۰   | مک بوک (نسخه ۲۰۱۵) (اوائل ۲۰۱۵)                            | مک‌بوک               | ۱۹ آوریل ۲۰۱۶  |
| ۲۰۱۵ | آوریل ۲۴   | اپل واچ                                                    | اپل واچ             | ۷ سپتامبر ۲۰۱۶ |
| ۲۰۱۵ | آوریل ۲۴   | اپل واچ                                                    | اپل واچ             | ۷ سپتامبر ۲۰۱۶ |
| ۲۰۱۵ | آوریل ۲۴   | اپل واچ                                                    | اپل واچ             | ۷ سپتامبر ۲۰۱۶ |
| ۲۰۱۵ | مه ۱۹      | مک‌بوک پرو with Retina display (3rd gen) (15") (اواسط ۲۰۱۵) | مک‌بوک پرو           | تا کنون        |
| ۲۰۱۵ | مه ۱۹      | آی‌مک (۲۷") (اواسط ۲۰۱۵)                                    | آی‌مک                | ۱۳ اکتبر ۲۰۱۵  |
| ۲۰۱۵ | ژوئن ۳۰    | Apple Music                                                | رده:نرم‌افزارهای اپل | تا کنون        |
| ۲۰۱۵ | ژوئیه ۱۵   | آی‌پاد تاچ (6th gen)                                        | آی‌پاد تاچ           | تا کنون        |
| ۲۰۱۵ | سپتامبر ۹  | iPad Mini 4                                                | آی‌پد                | تا کنون        |
| ۲۰۱۵ | سپتامبر ۲۵ | آیفون ۶اس (۱۲۸ گیگابایت)                                   | آیفون               | تا کنون        |
| ۲۰۱۵ | سپتامبر ۲۵ | آیفون ۶اس (۱۲۸ گیگابایت)                                   | آیفون               | تا کنون        |
| ۲۰۱۵ | سپتامبر ۲۵ | آیفون ۶اس (۱۶گیگابایت and 64گیگابایت)                      | آیفون               | ۷ سپتامبر ۲۰۱۶ |
| ۲۰۱۵ | سپتامبر ۲۵ | آیفون ۶اس (۱۶گیگابایت and 64گیگابایت)                      | آیفون               | ۷ سپتامبر ۲۰۱۶ |
| ۲۰۱۵ | اکتبر ۱۳   | آی‌مک (۲۱٫۵") (اواخر ۲۰۱۵)                                  | آی‌مک                | تا کنون        |
| ۲۰۱۵ | اکتبر ۱۳   | آی‌مک (۲۷") (اواخر ۲۰۱۵)                                    | آی‌مک                | تا کنون        |
| ۲۰۱۵ | اکتبر ۱۳   | Magic Mouse 2                                              | موس اپل             | تا کنون        |
| ۲۰۱۵ | اکتبر ۱۳   | Magic Trackpad 2                                           | تاچ‌پد               | تا کنون        |
| ۲۰۱۵ | اکتبر ۲۶   | اپل تی‌وی (4th generation)                                  | اپل تی‌وی            | تا کنون        |
| ۲۰۱۵ | نوامبر ۱۱  | آی‌پد پرو (۱۲٫۹")                                           | آی‌پد                | تا کنون        |

| سال  | ماه        | مدل                             | خانواده | توقف تولید |
| ---- | ---------- | ------------------------------- | ------- | ---------- |
| ۲۰۱۶ | مارس ۳۱    | آی‌پد پرو (۹٫۷")                 | آی‌پد    | تا کنون    |
| ۲۰۱۶ | مارس ۳۱    | آیفون اس‌ای                      | آیفون   | تا کنون    |
| ۲۰۱۶ | آوریل ۱۹   | مک بوک (نسخه ۲۰۱۵) (اوائل ۲۰۱۶) | مک‌بوک   | تا کنون    |
| ۲۰۱۶ | سپتامبر ۱۶ | آیفون ۷                         | آیفون   | تا کنون    |
| ۲۰۱۶ | سپتامبر ۱۶ | آیفون ۷                         | آیفون   | تا کنون    |
| ۲۰۱۶ | سپتامبر ۱۶ | آیفون ۶اس (۳۲ گیگابایت)         | آیفون   | تا کنون    |
| ۲۰۱۶ | سپتامبر ۱۶ | آیفون ۶اس (۳۲ گیگابایت)         | آیفون   | تا کنون    |
| ۲۰۱۶ | سپتامبر ۱۶ | اپل واچ                         | اپل واچ | تا کنون    |
| ۲۰۱۶ | سپتامبر ۱۶ | Apple Watch Series 2            | اپل واچ | تا کنون    |
| ۲۰۱۶ | سپتامبر ۱۶ | Apple Watch Hermès Series 2     | اپل واچ | تا کنون    |
| ۲۰۱۶ | سپتامبر ۱۶ | Apple Watch Edition Series 2    | اپل واچ | تا کنون    |
| ۲۰۱۶ | اکتبر      | Apple Watch Nike+ Series 2      | اپل واچ | تا کنون    |
| ۲۰۱۶ | اکتبر      | Apple AirPods                   | آی‌پاد   | تا کنون    |